# 北京世界公园
39°48′41″N 116°17′14″E / 39.8113591°N 116.287303°E

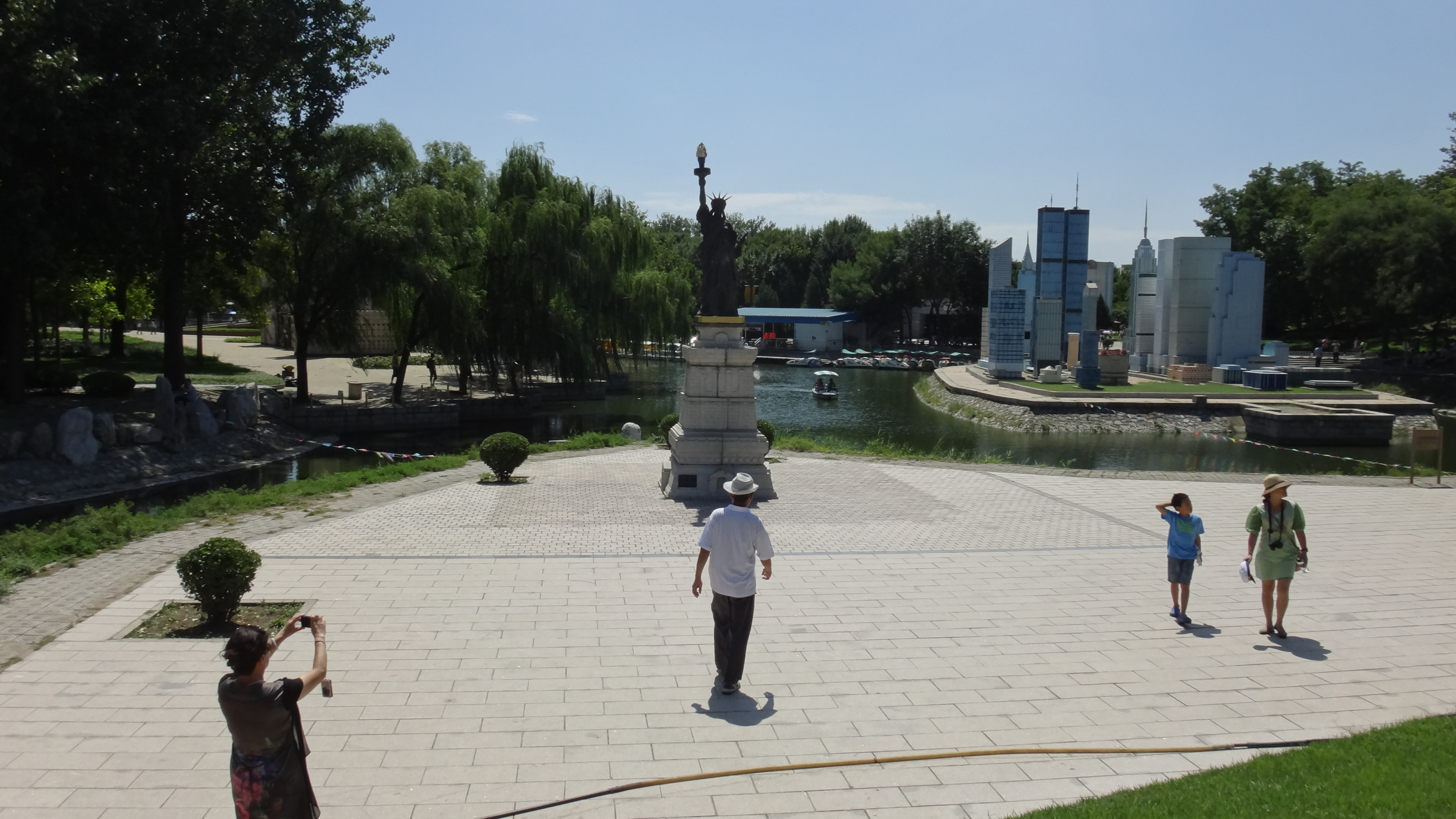
北京世界公园

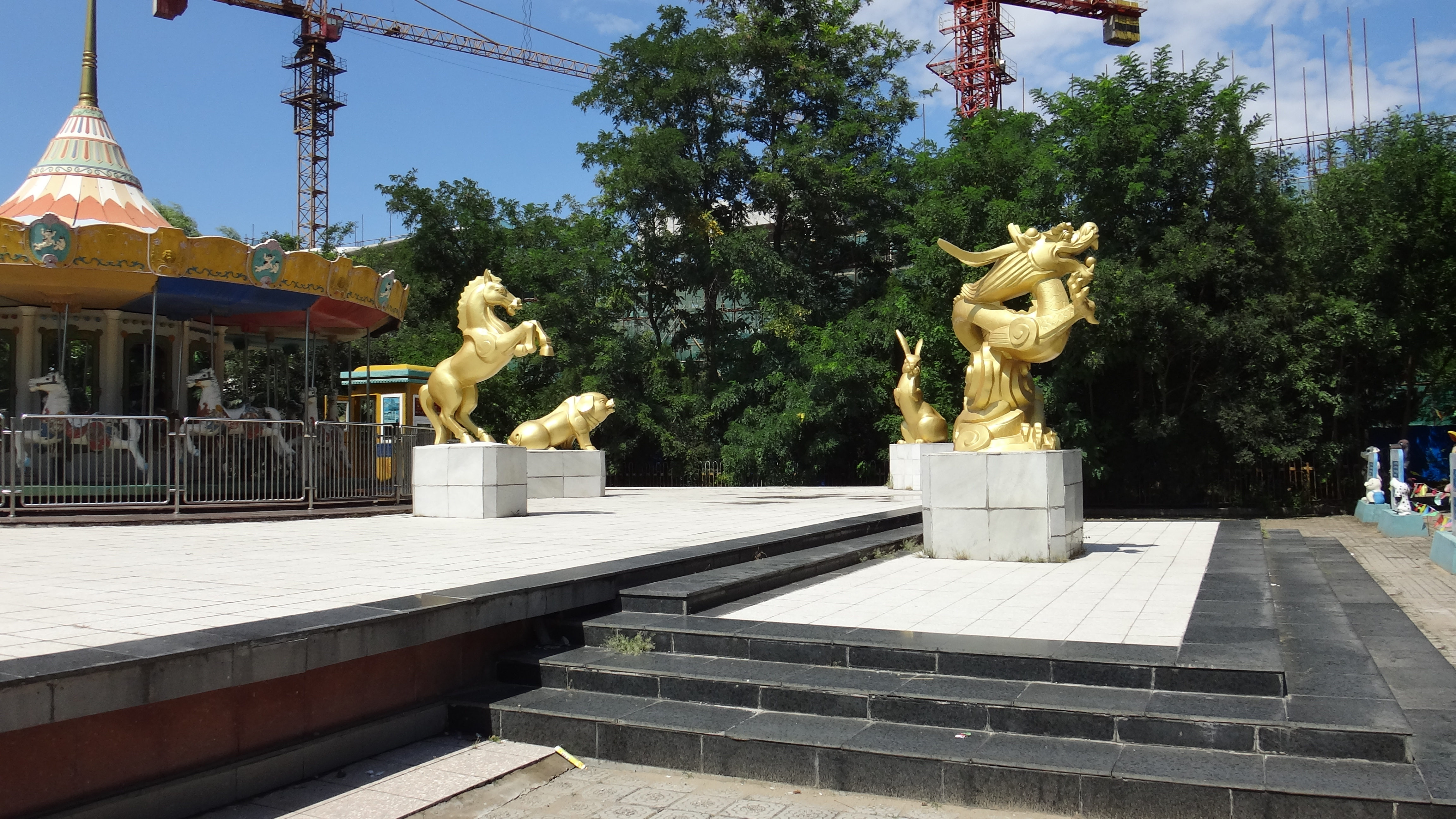
北京世界公园

北京世界公园位于中華人民共和國北京市丰台区花乡大葆台，是一座以世界各地名胜古迹的微缩景观为特色的公园，被列为北京十大精品公园之一，也是中国国家4A级旅游景区之一。
北京世界公园1992年4月5日奠基，经过一年多的施工，于1993年10月25日开放，共占地46.7公顷。公园按照世界五大洲划分景区，包括了一百余处世界名胜古迹的微缩景观（大多数按1：10比例仿造），此外还有如“童话世界”、“生肖园”等主题景点，并不定期举行各种世界各国民俗风情表演。

## 主要景点

### 亚洲
- 中国：万里长城，莫高窟，应县木塔，清音境
- 日本：桂离宫，五重塔
- 伊拉克：巴比伦门
- 泰国：大王宫
- 柬埔寨：吴哥窟
- 印度：桑契门，湿婆神像，泰姬陵
- 缅甸：瑞大金塔
- 越南：独柱寺
- 印度尼西亚：婆罗浮屠
- 耶路撒冷：岩心寺
- 伊朗：波斯波利斯宫遗址
- 土耳其：博斯普鲁斯大桥，特洛伊木马，圣索非亚大教堂

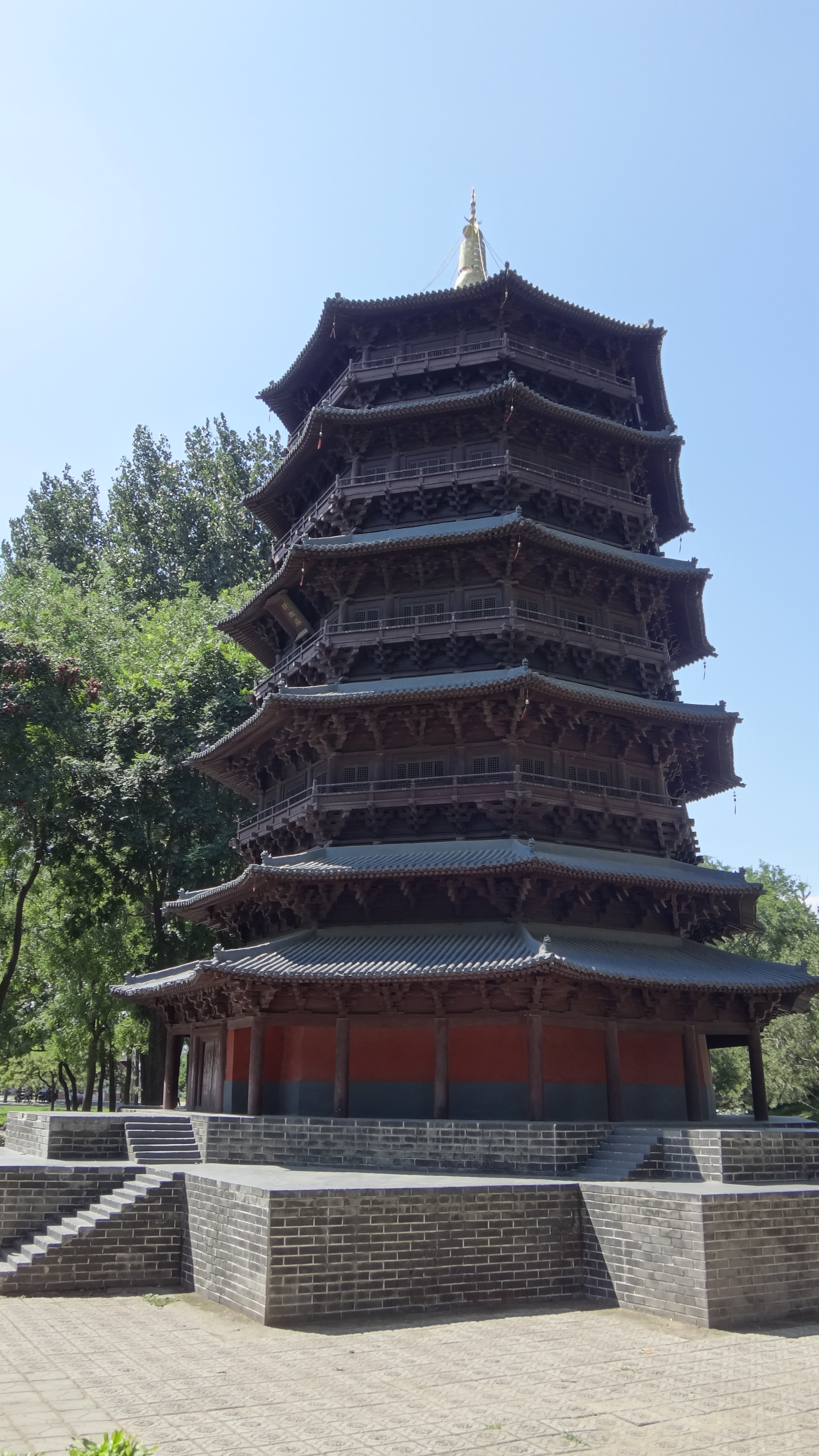
应县木塔
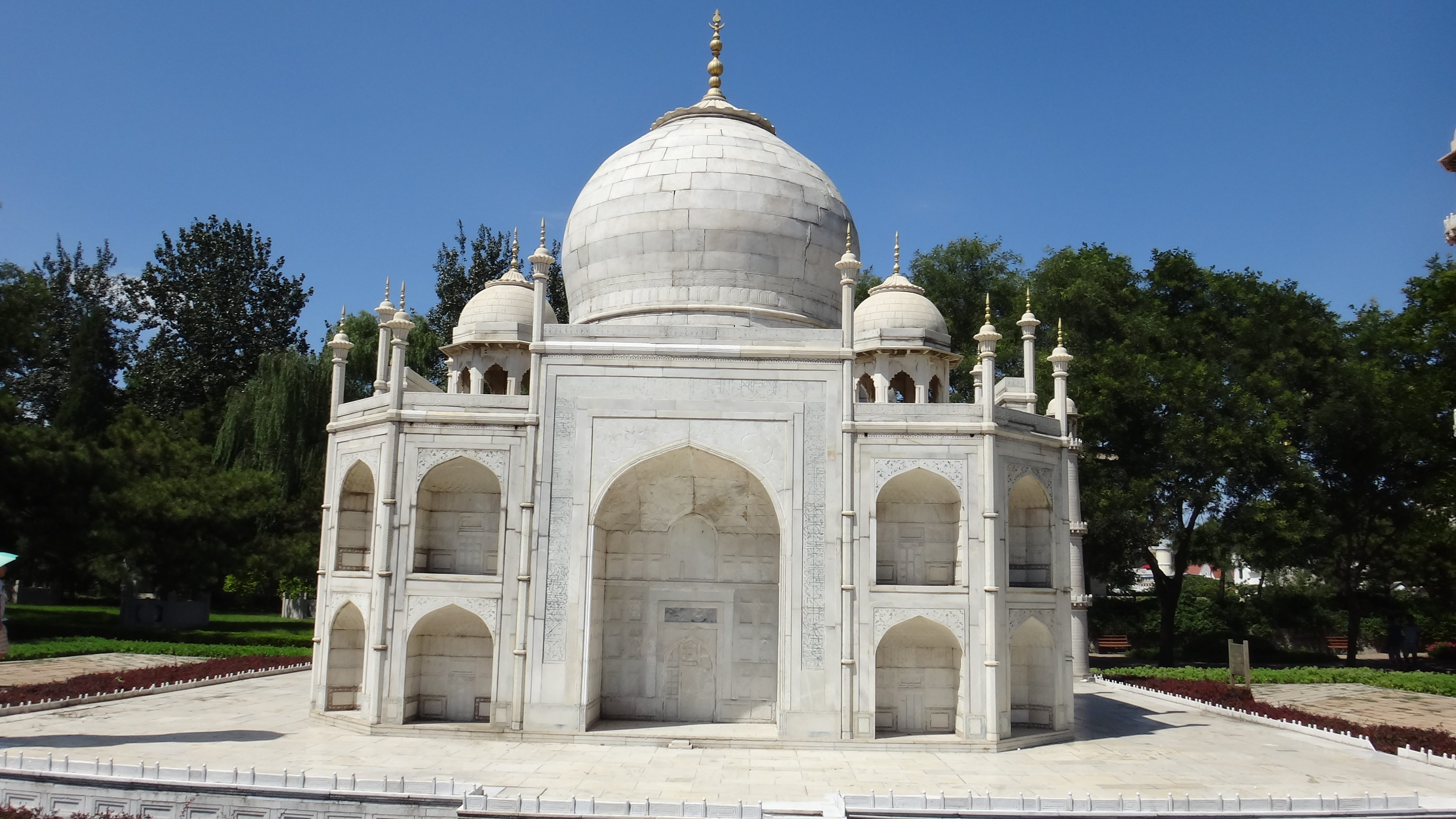
泰姬陵
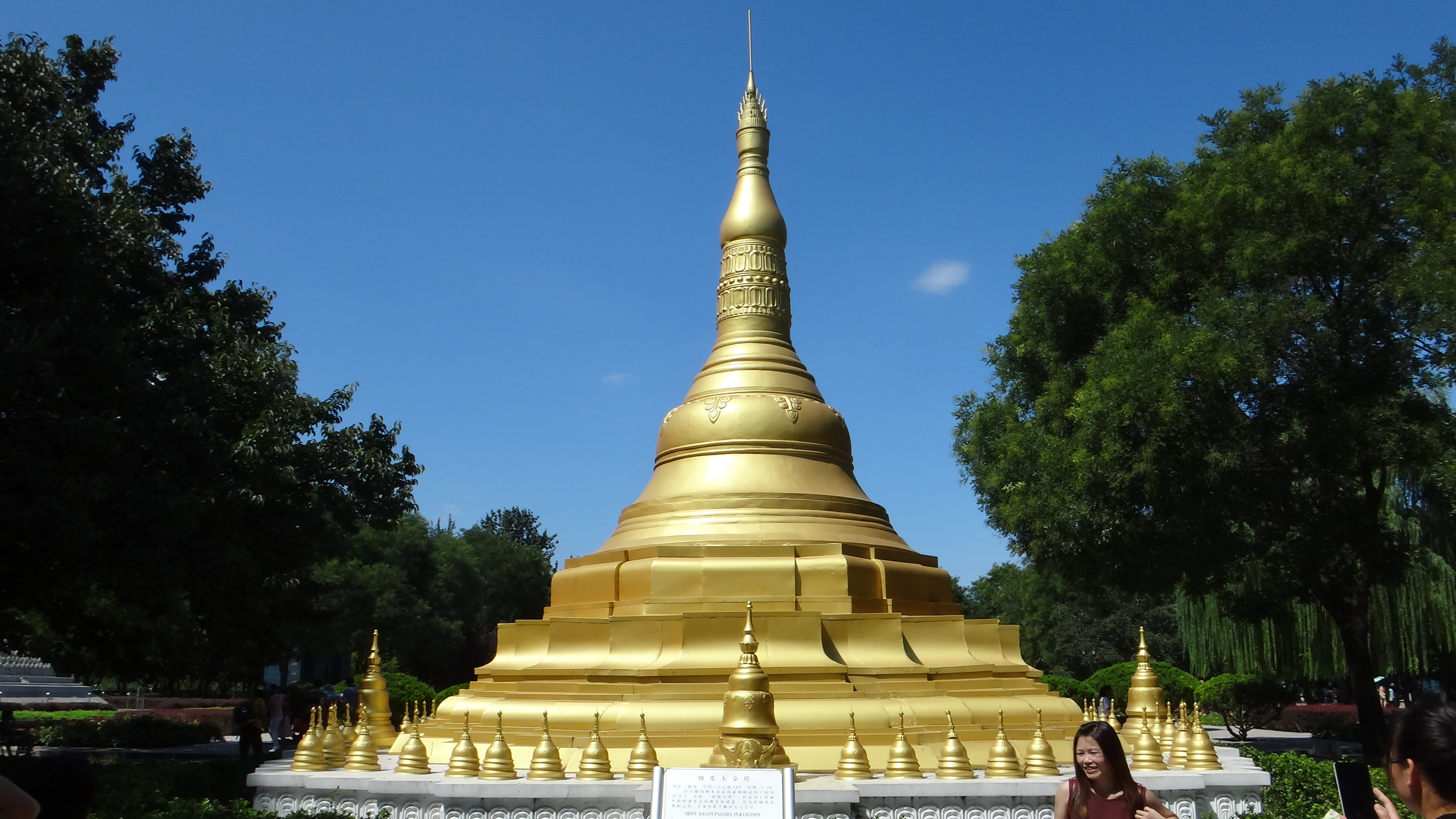
瑞大金塔
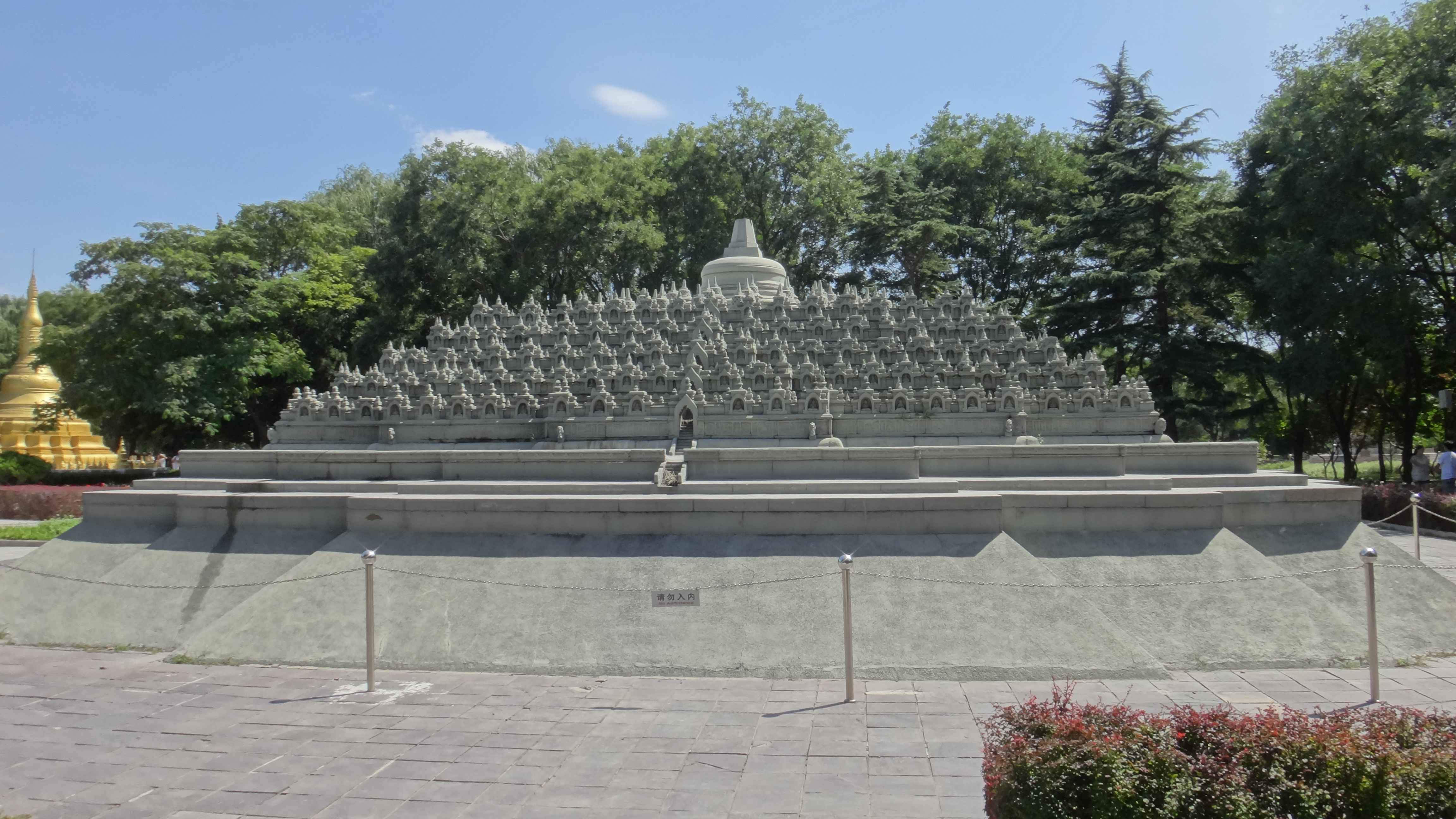
婆罗浮屠
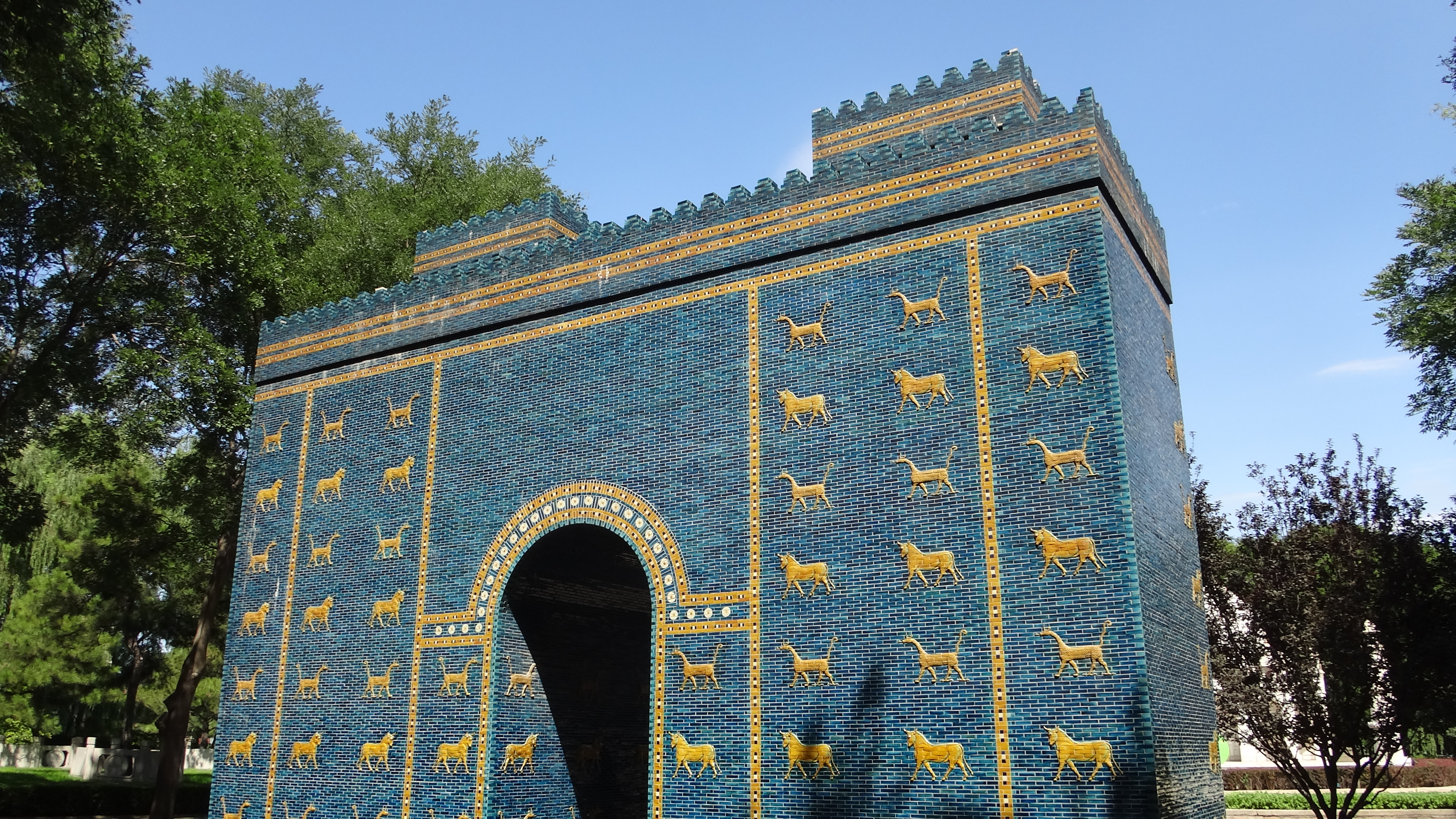
巴比伦门
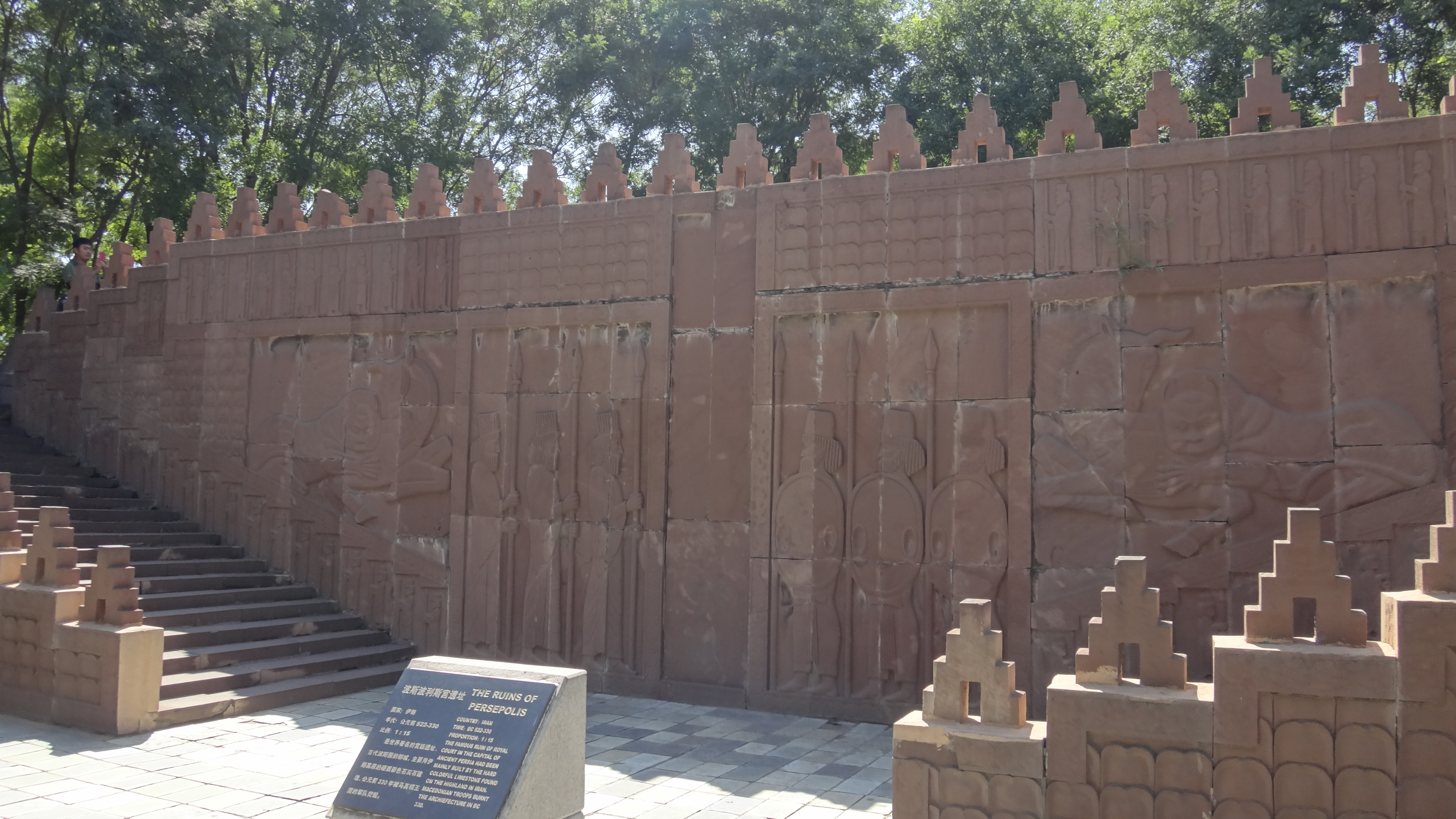
波斯波利斯宫遗址
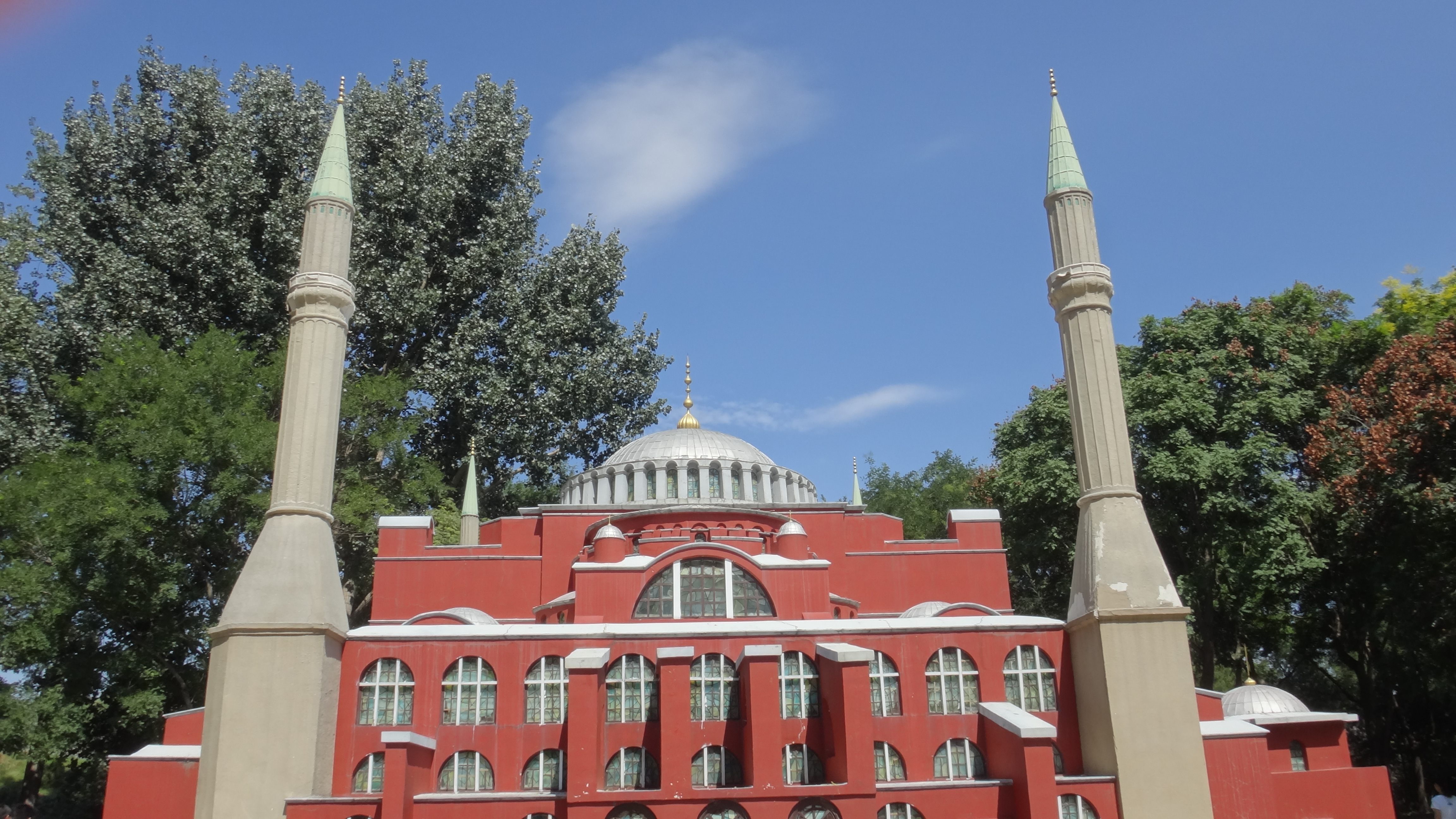
圣索非亚大教堂

### 欧洲
- 希腊：雅典卫城
- 意大利：罗马竞技场，比萨斜塔，里阿托桥，台地园
- 梵蒂冈：圣彼得大教堂
- 英国：大本钟，伦敦塔桥，威斯敏斯特宫，巨石阵
- 法国：埃菲尔铁塔，凯旋门，巴黎圣母院
- 俄罗斯：红场，圣彼得大教堂
- 丹麦：美人鱼铜像
- 波兰：华沙美人鱼
- 比利时：原子结构球，第一公民像
- 德国：古城堡
- 荷兰：风车
- 挪威：奥尔内斯木板教堂
- 奥地利：莫扎特像
- 波兰：肖邦像

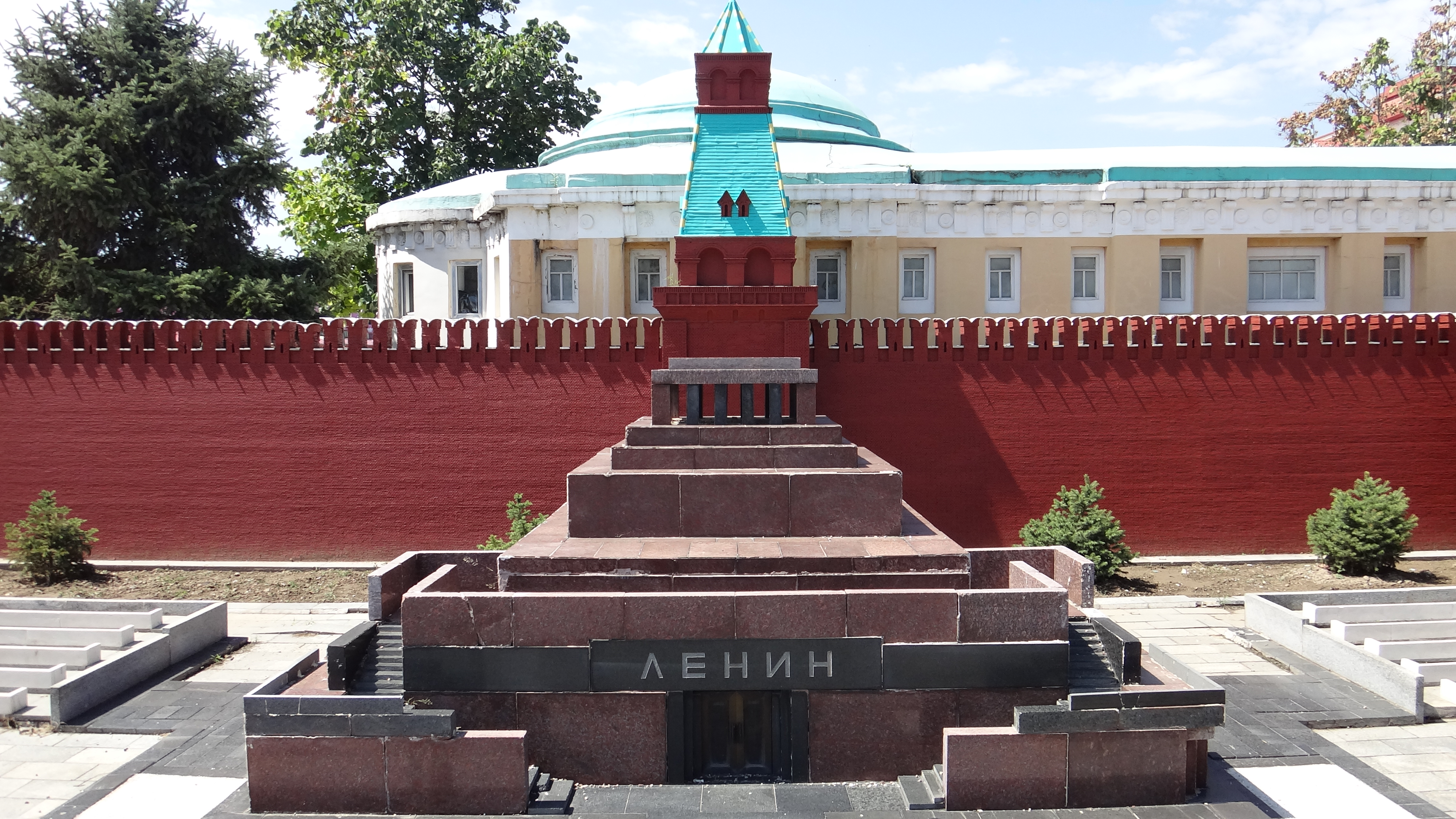
红场上的列宁墓
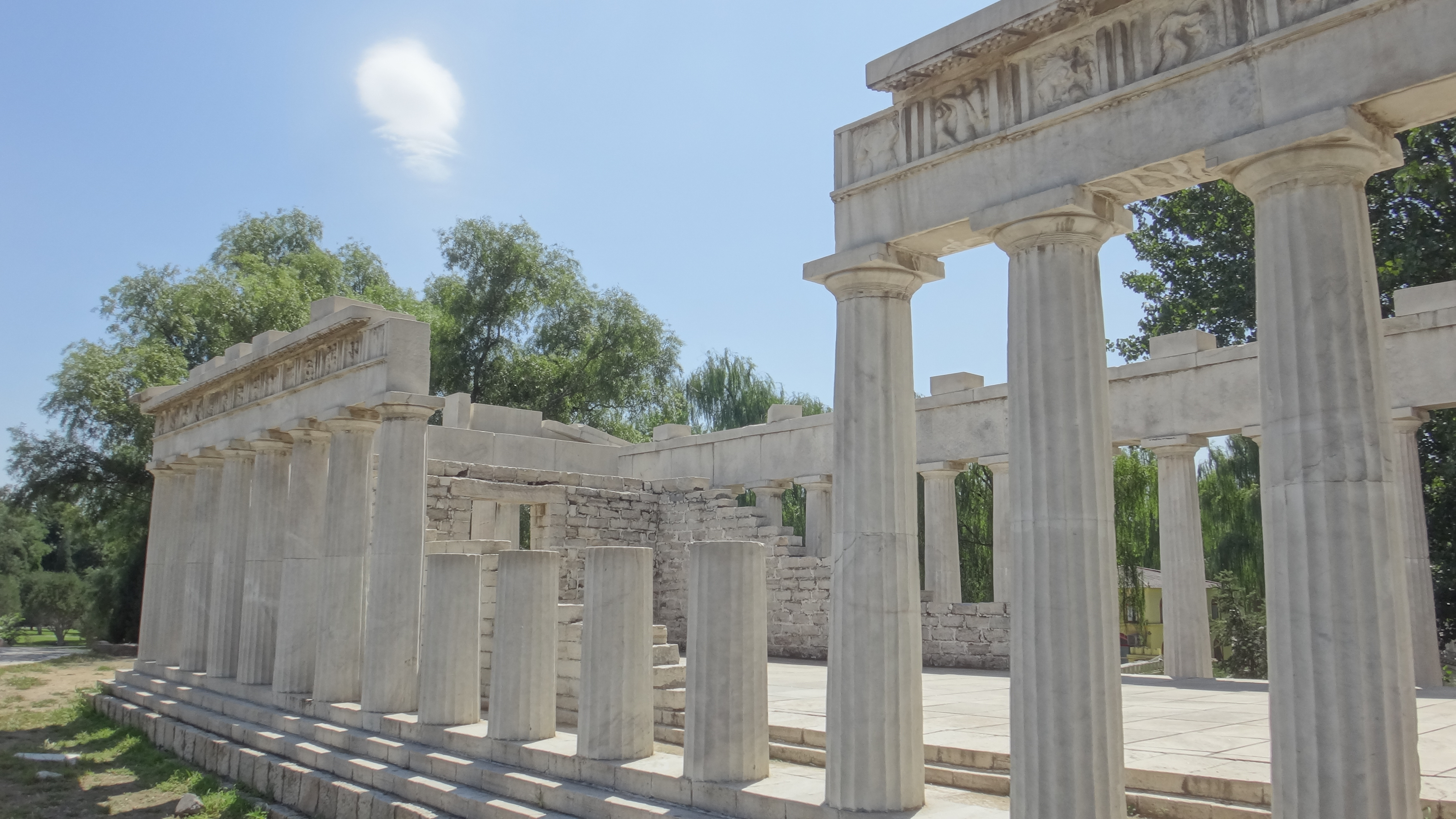
雅典卫城
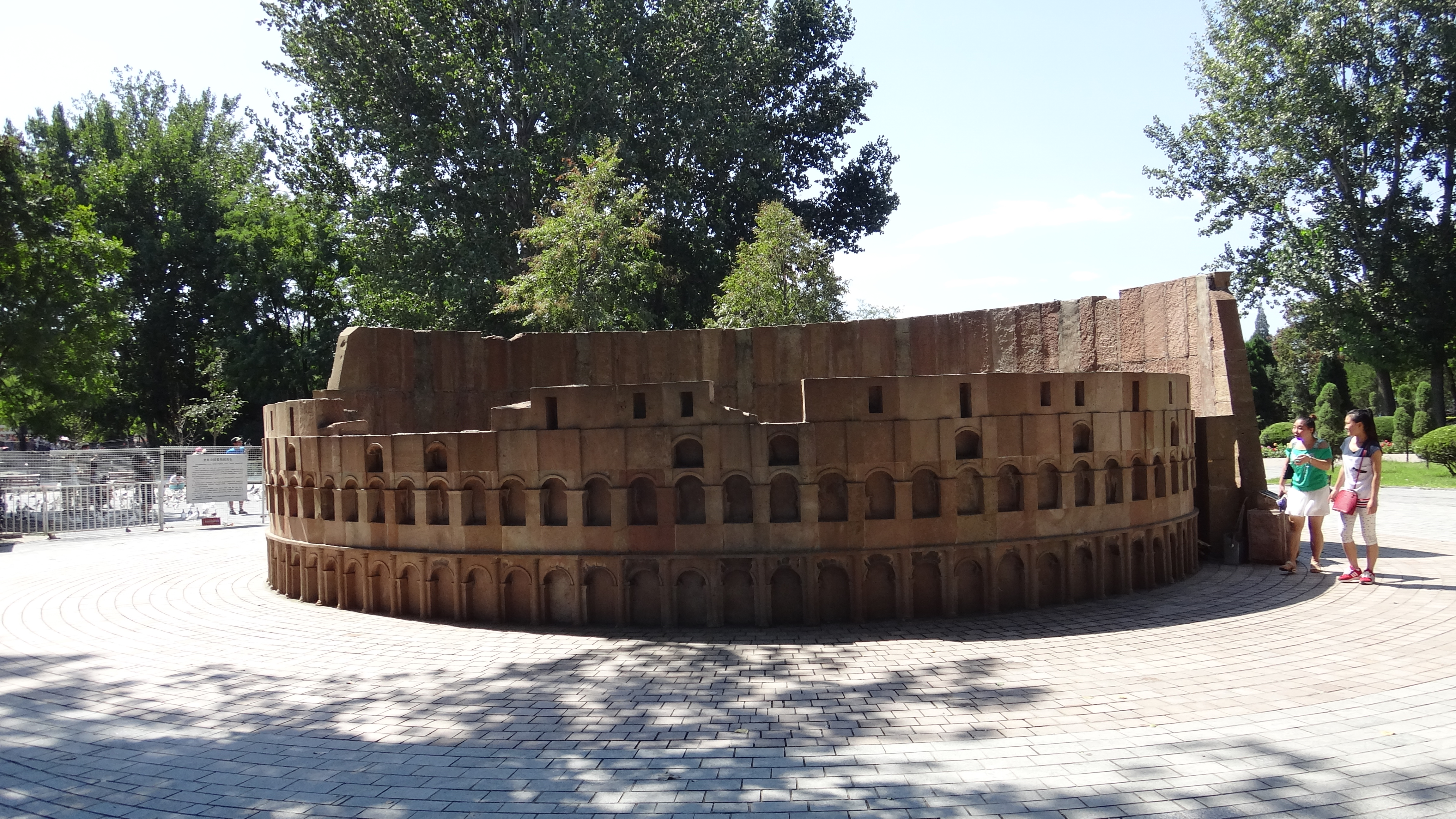
罗马竞技场
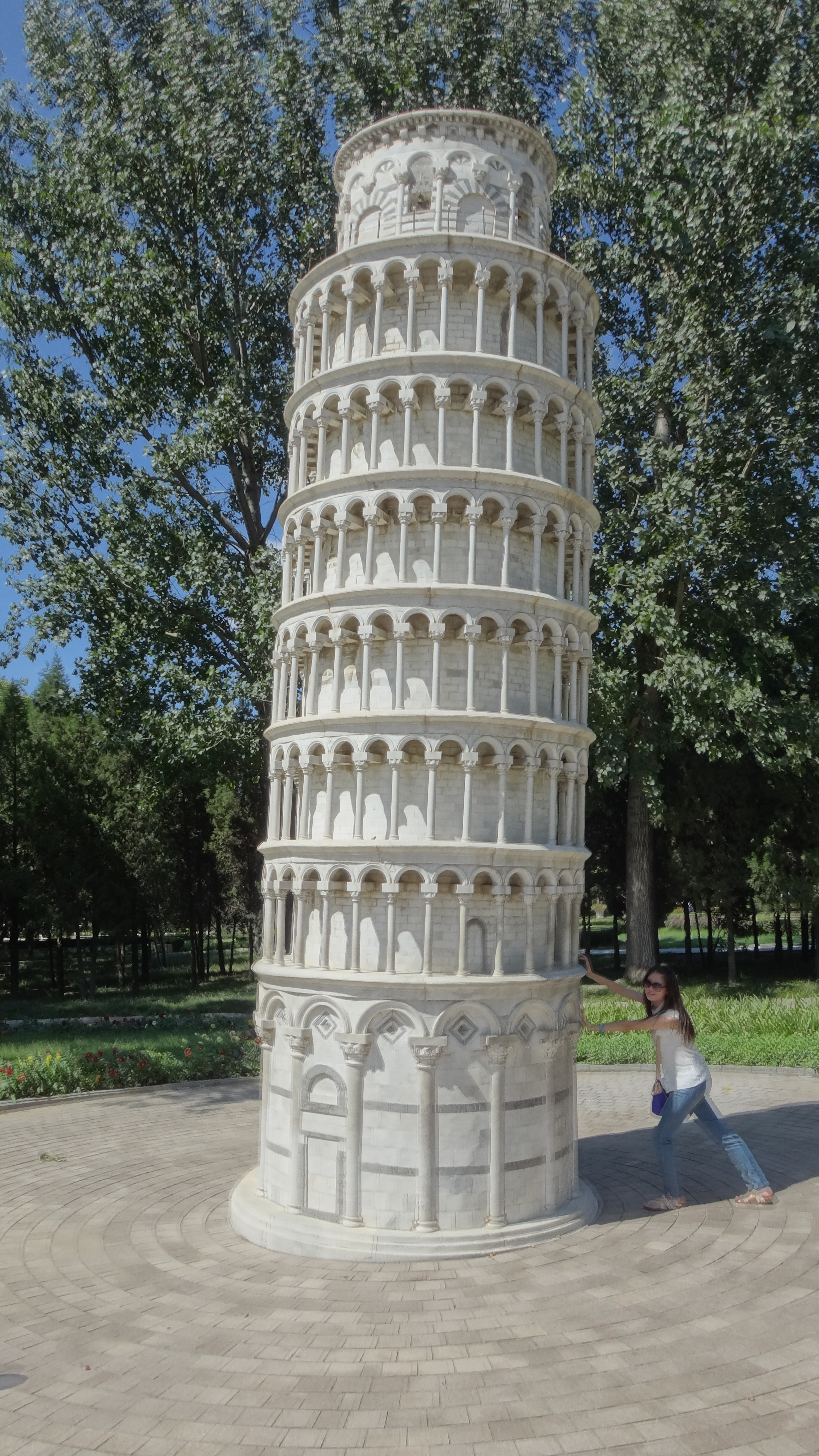
比萨斜塔
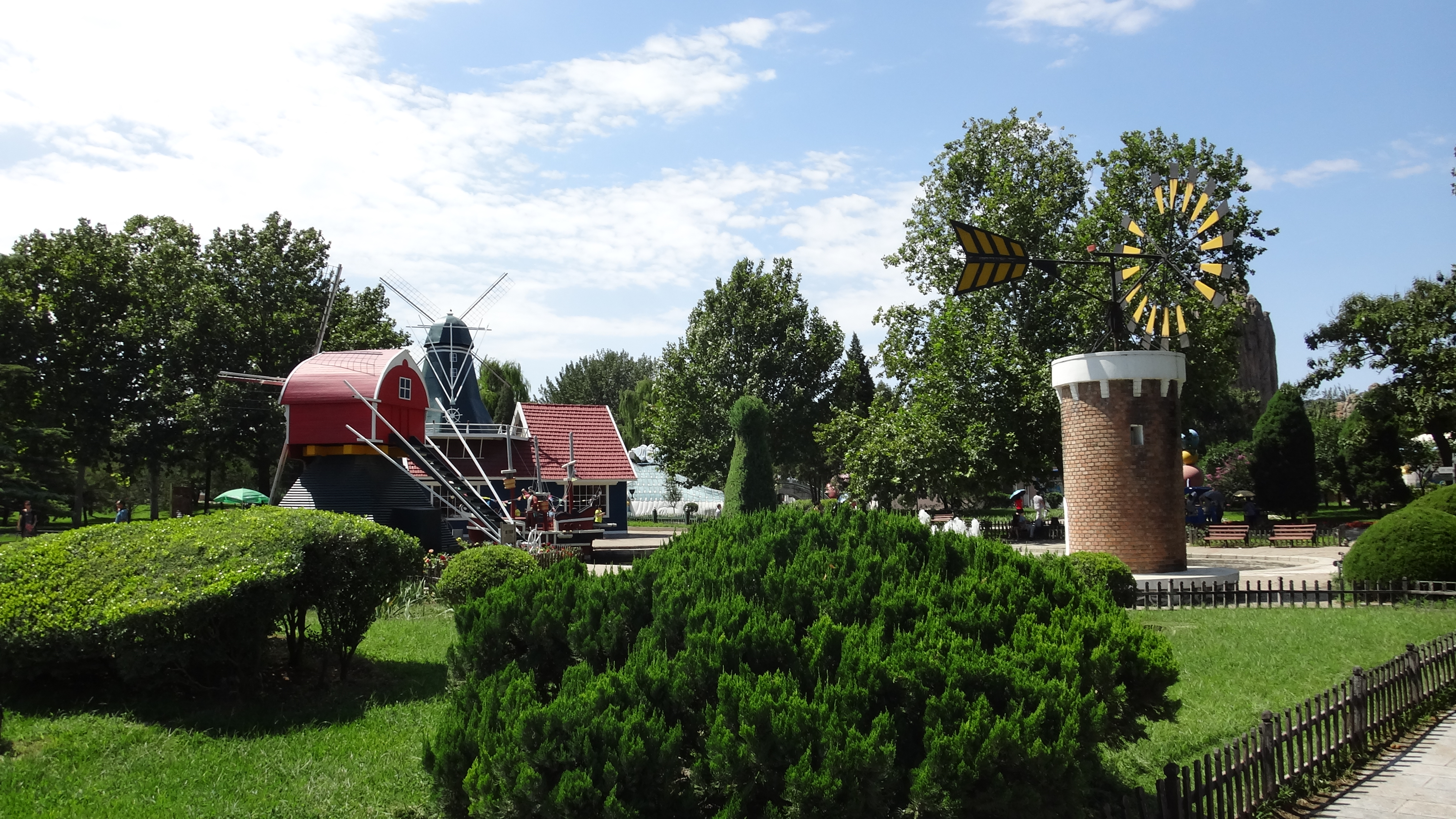
荷兰风车
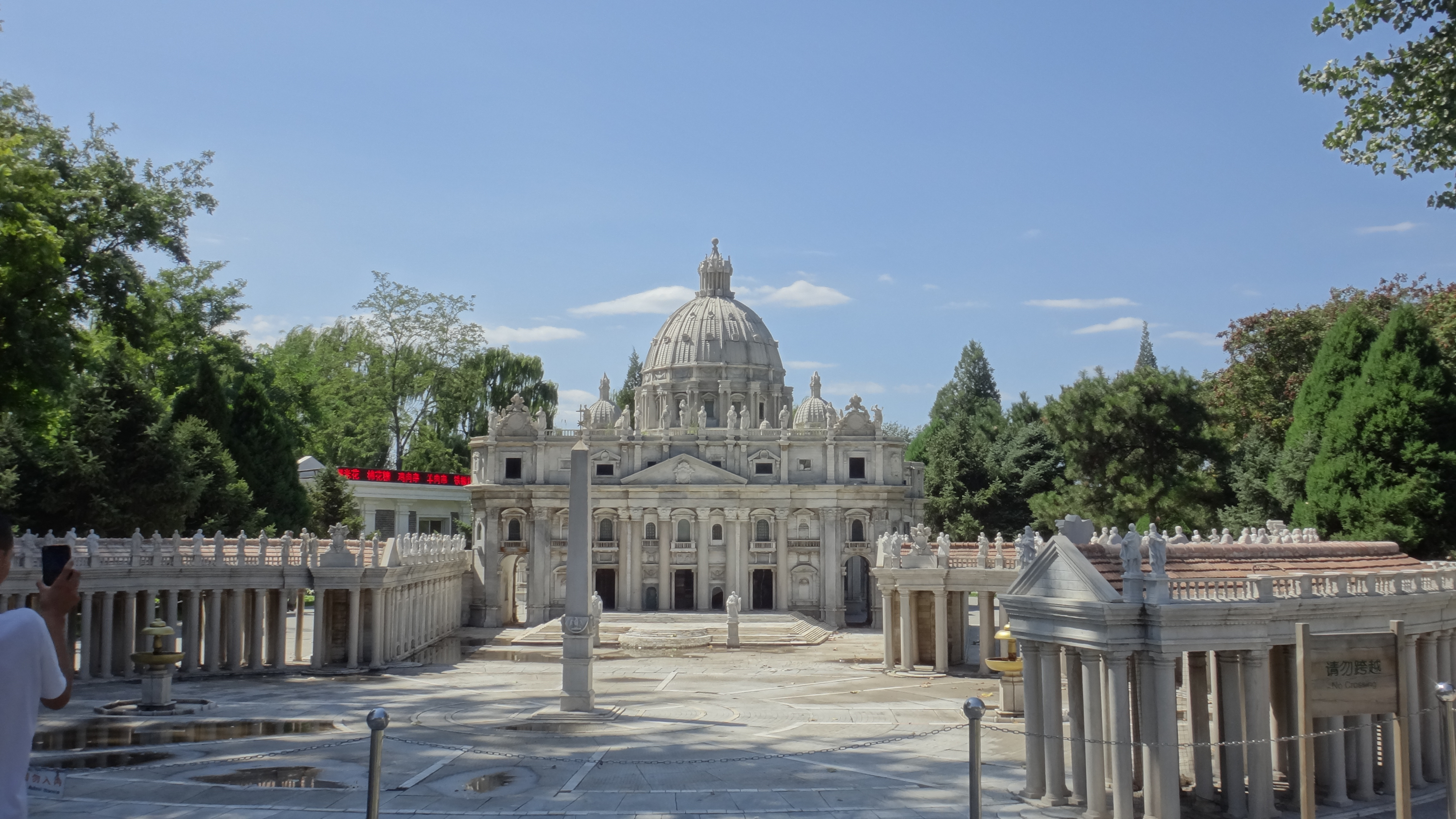
梵蒂冈圣彼得大教堂
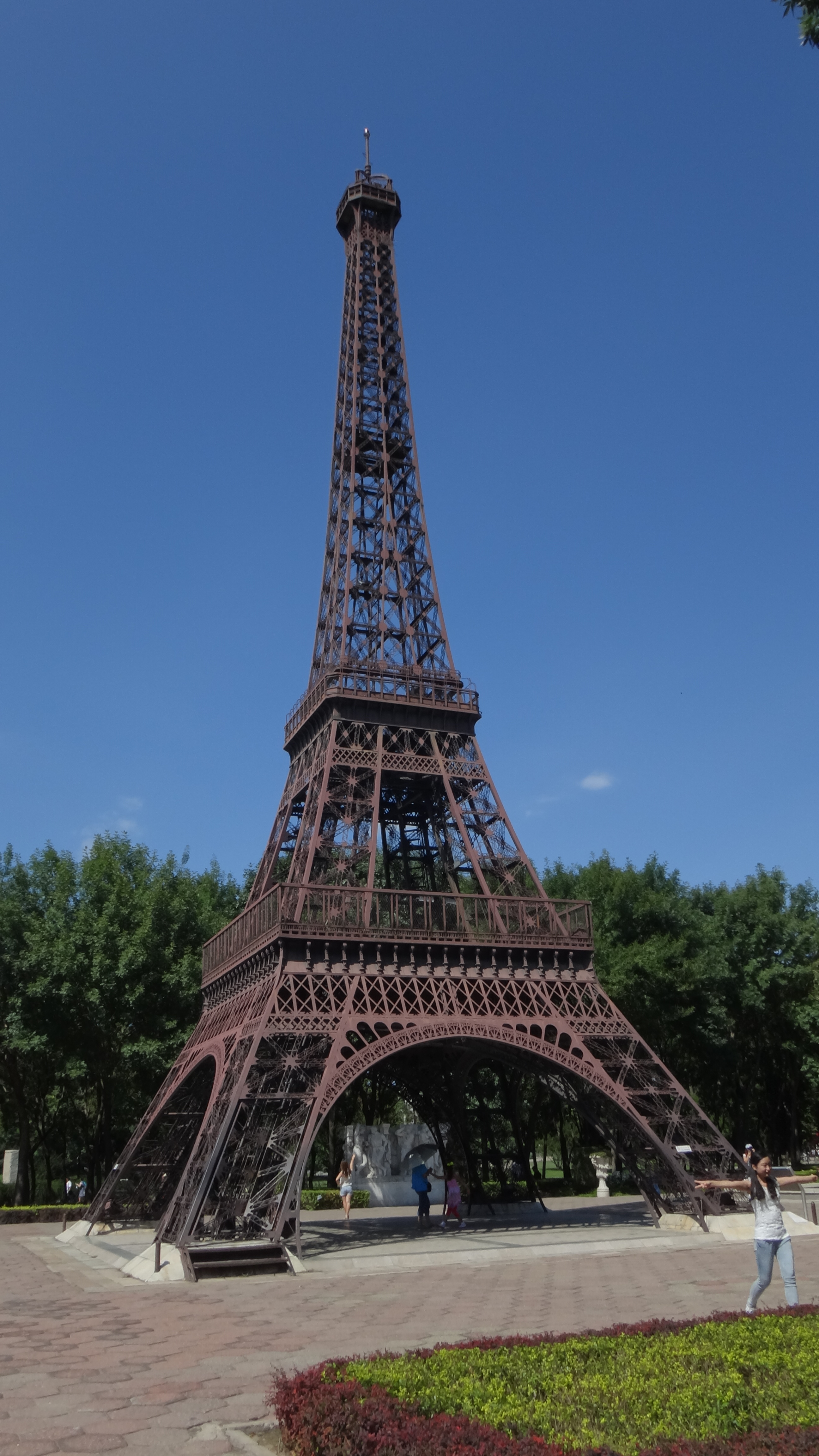
埃菲尔铁塔
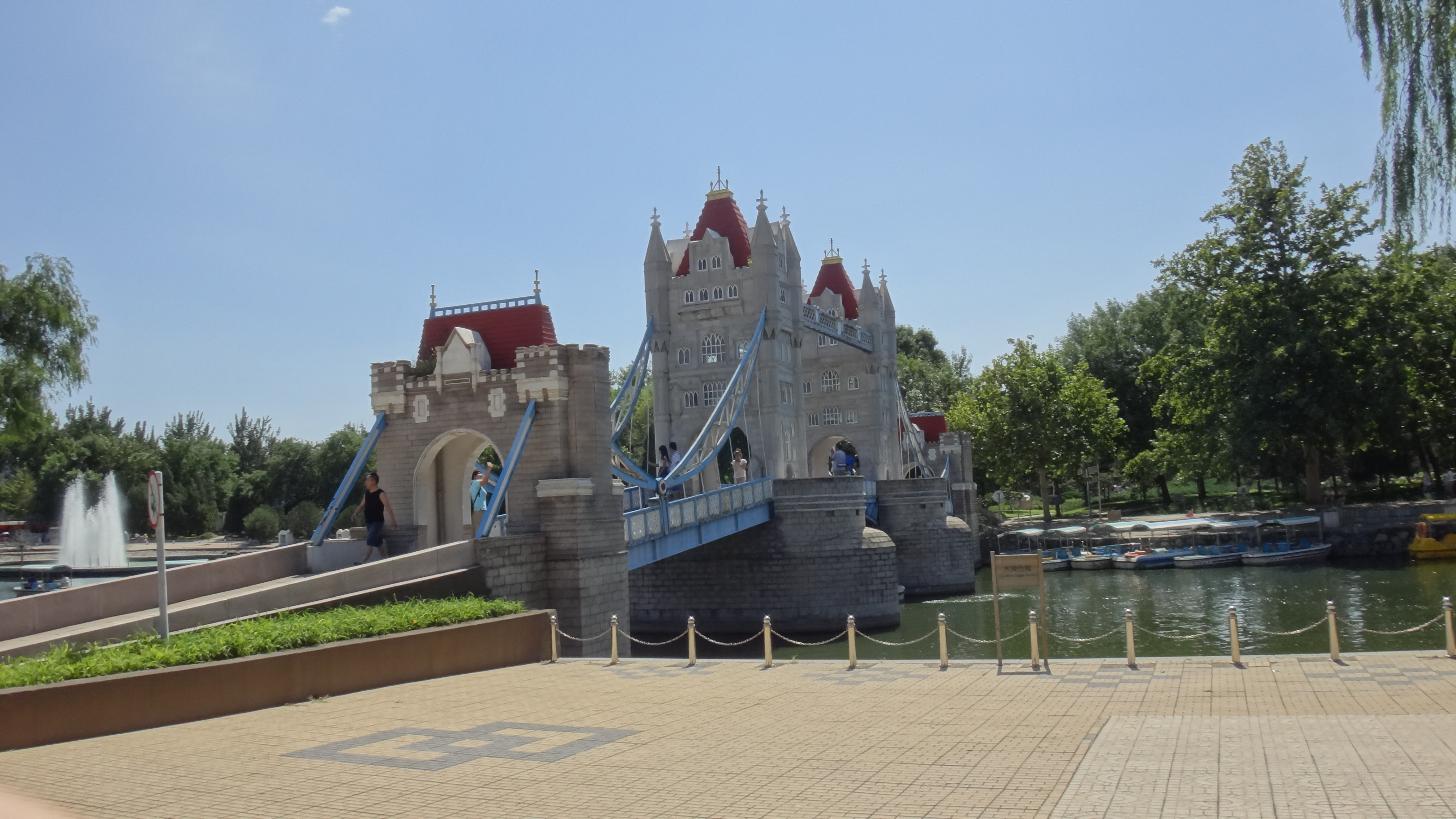
伦敦塔桥
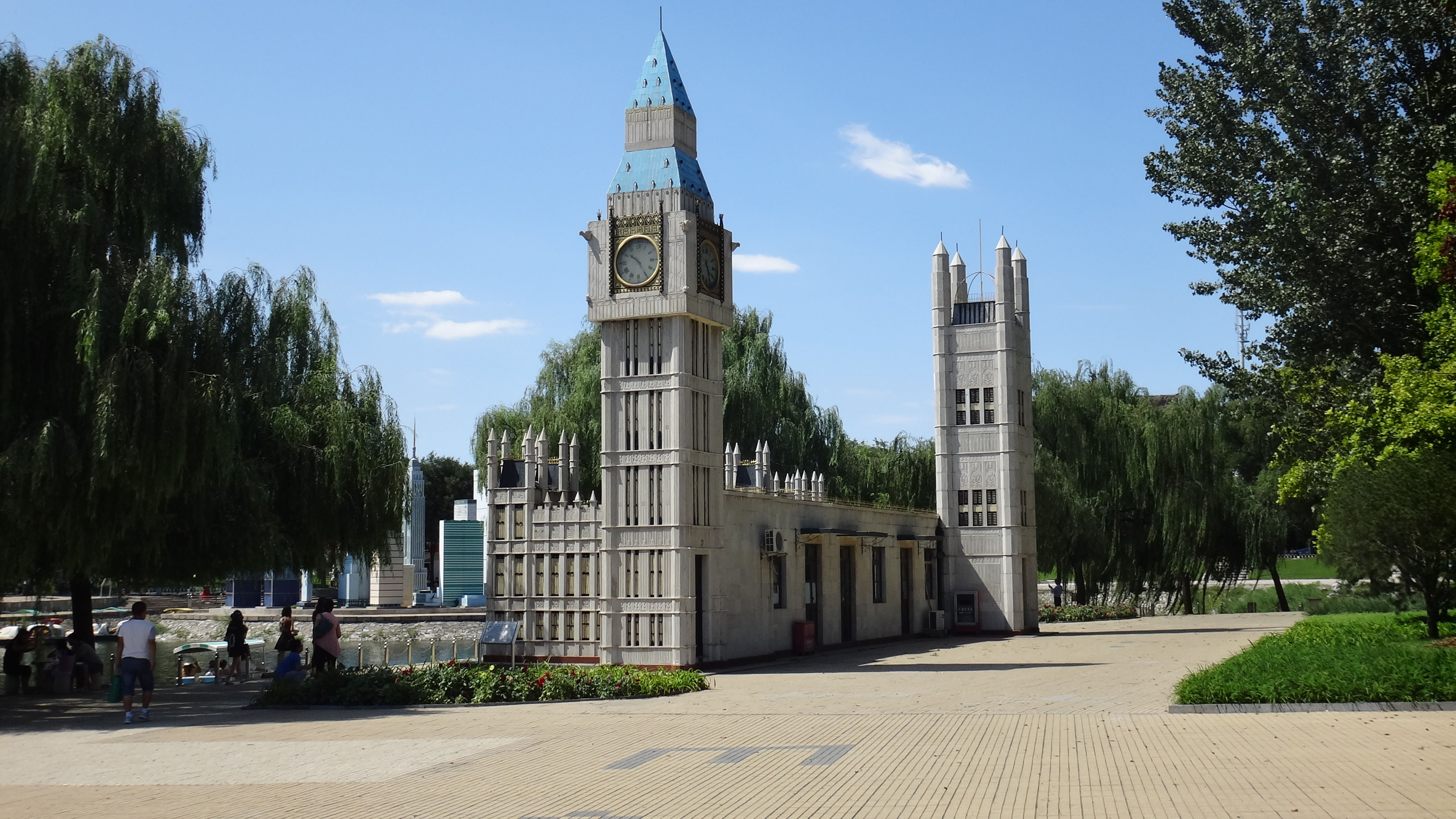
大本钟
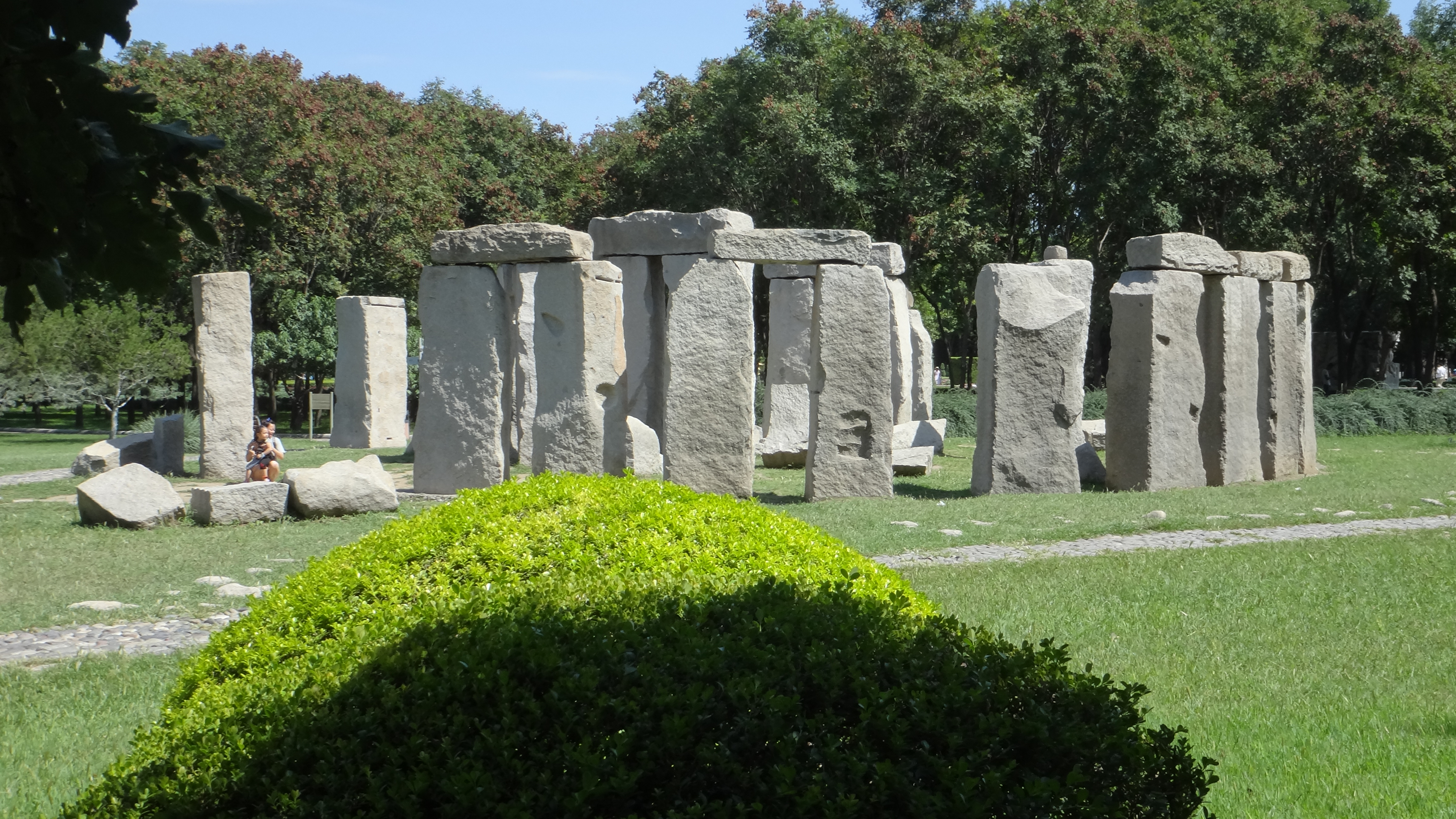
巨石阵
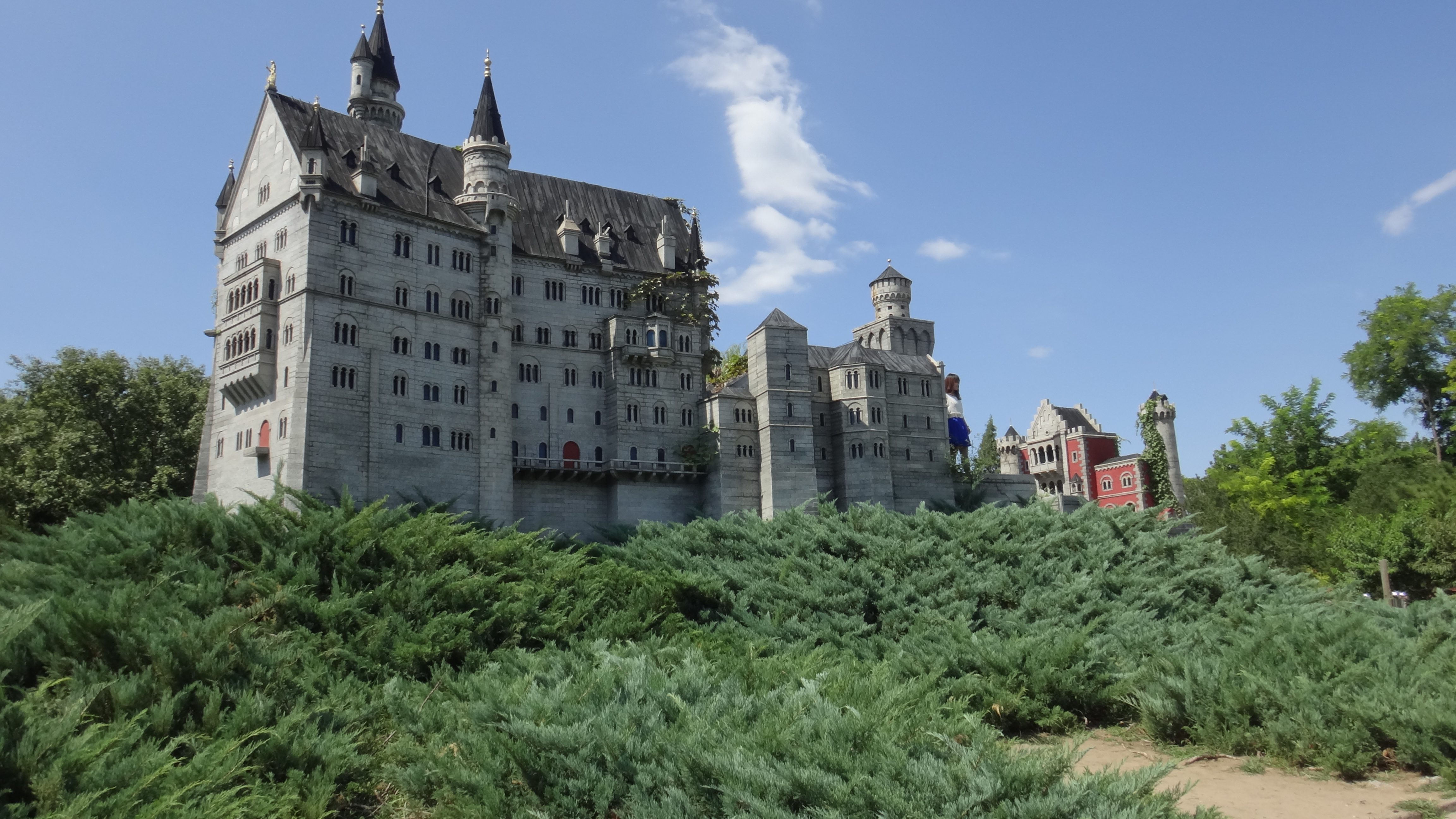
德国新天鹅城堡
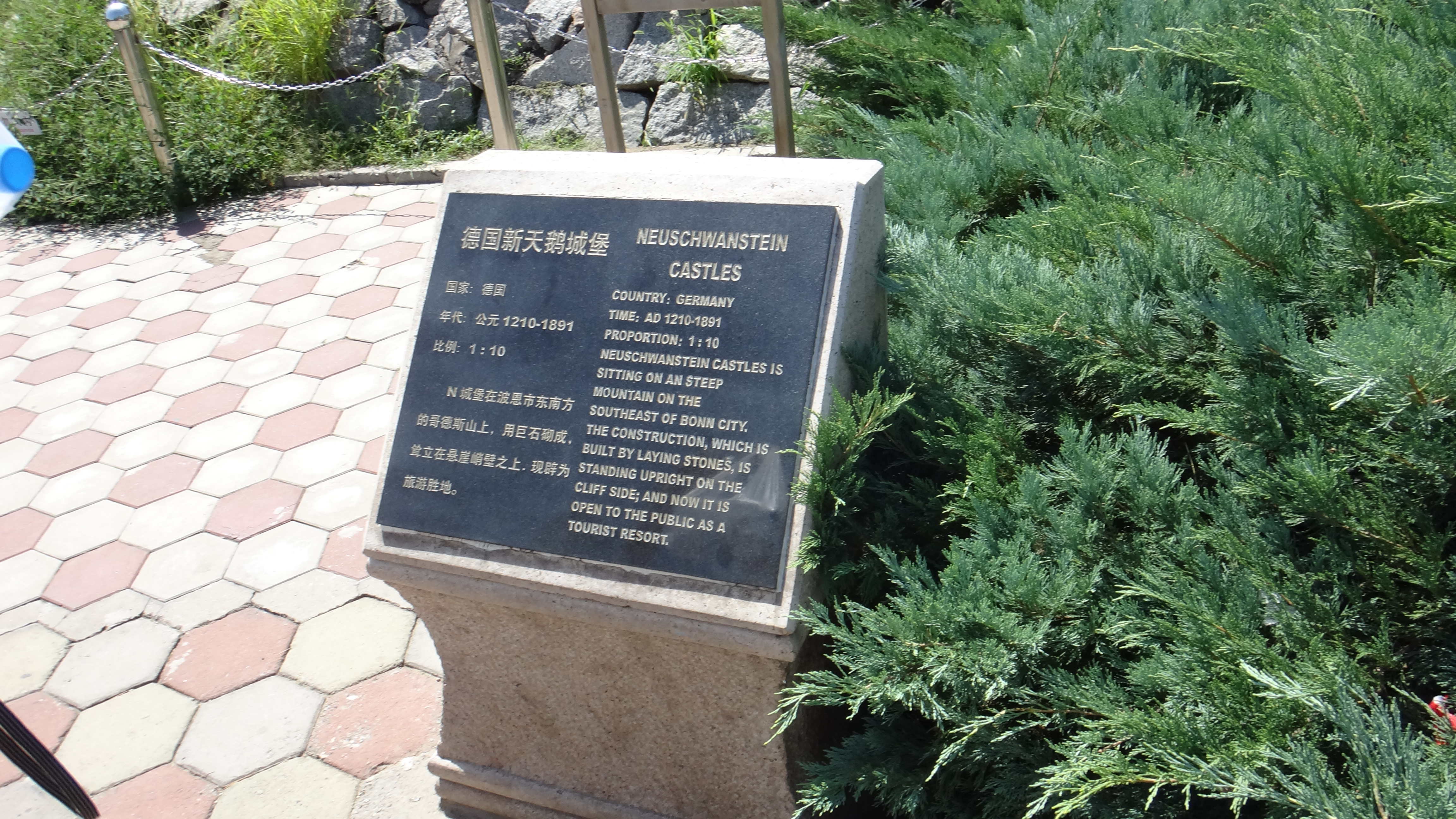
德国新天鹅城堡
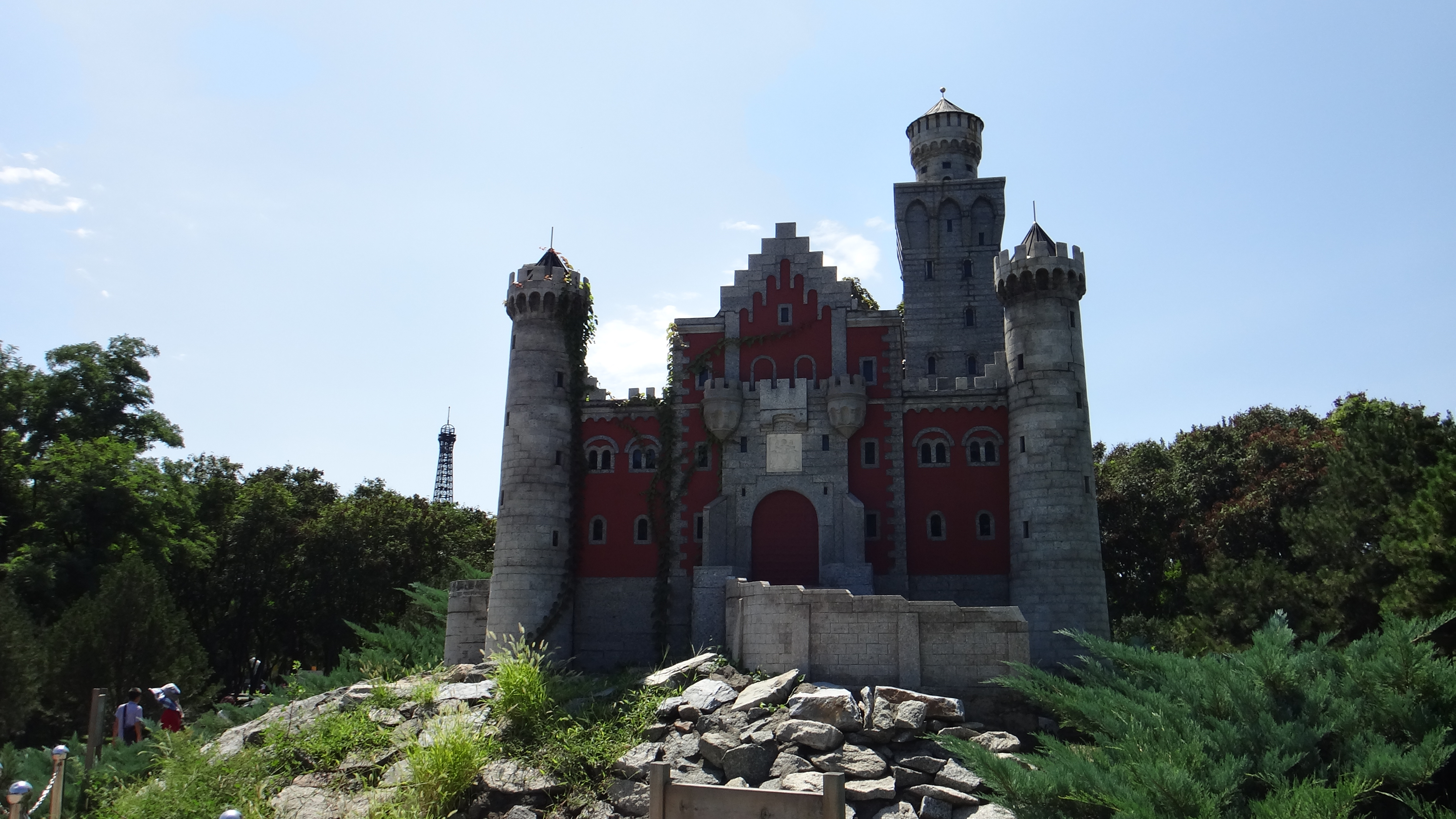
德国古城堡
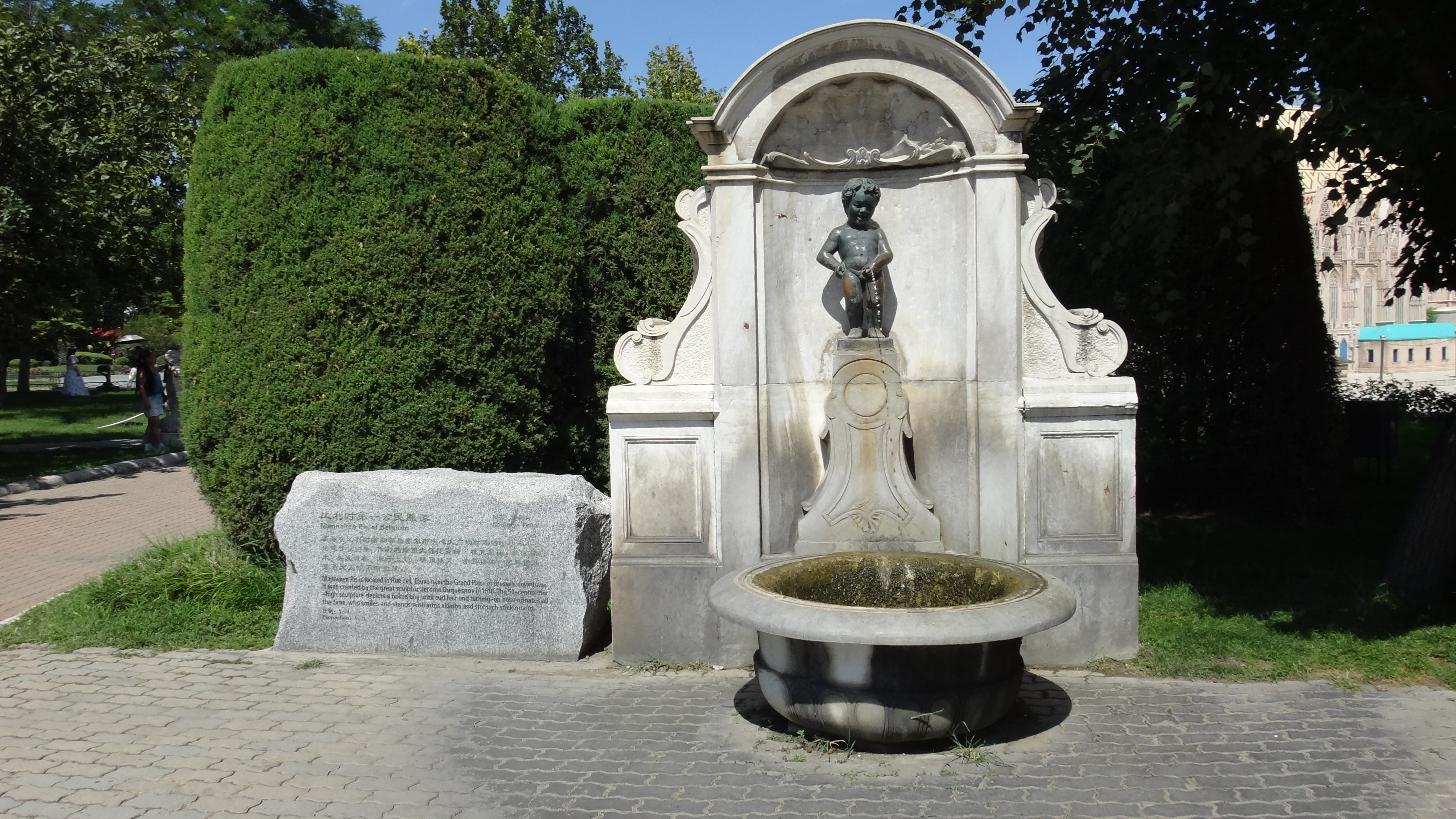
第一公民像

### 非洲
- 埃及：金字塔，狮身人面像，亚历山大灯塔，卡纳克神庙，阿布希姆贝尔神殿

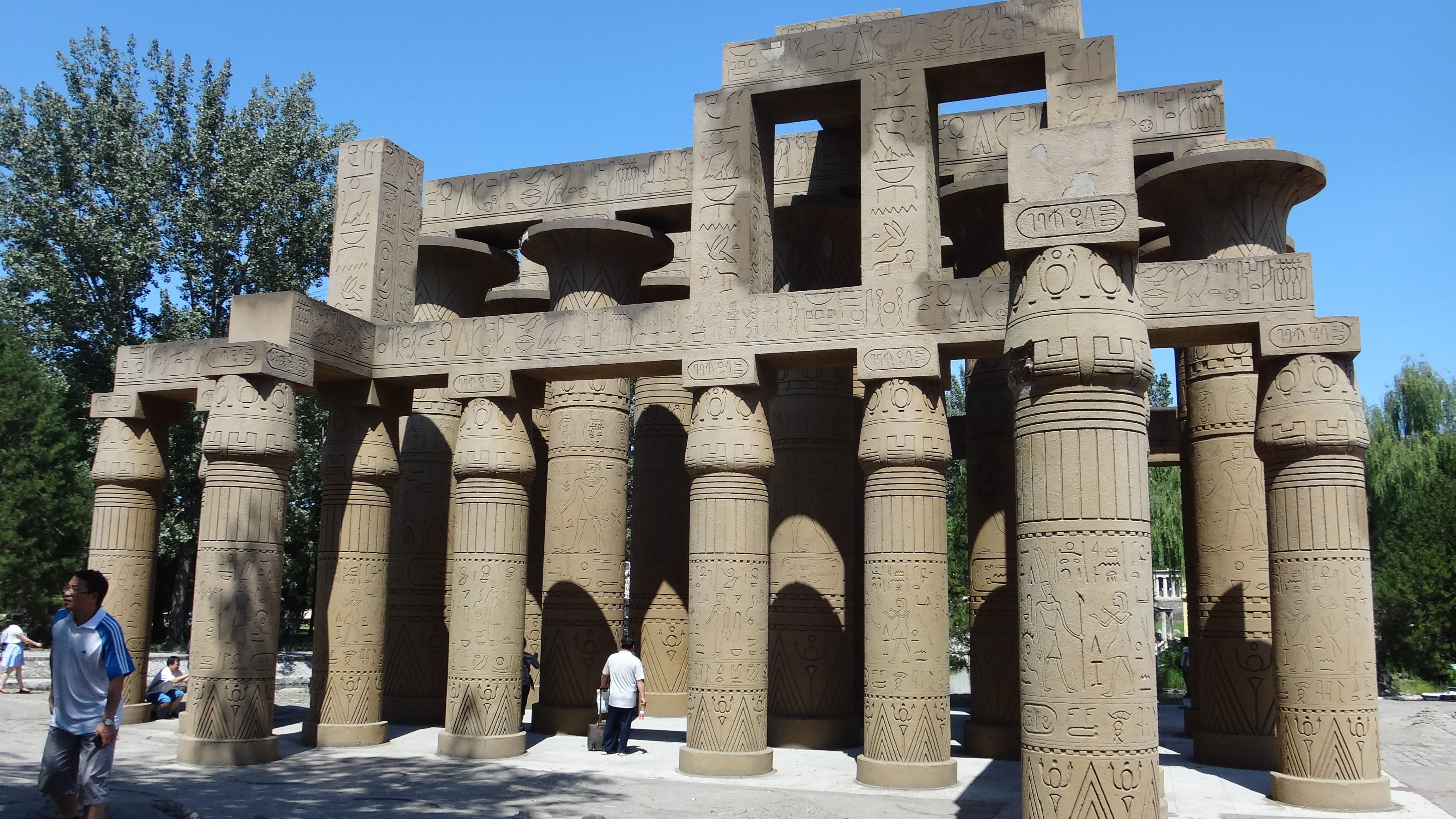
卡纳克神庙
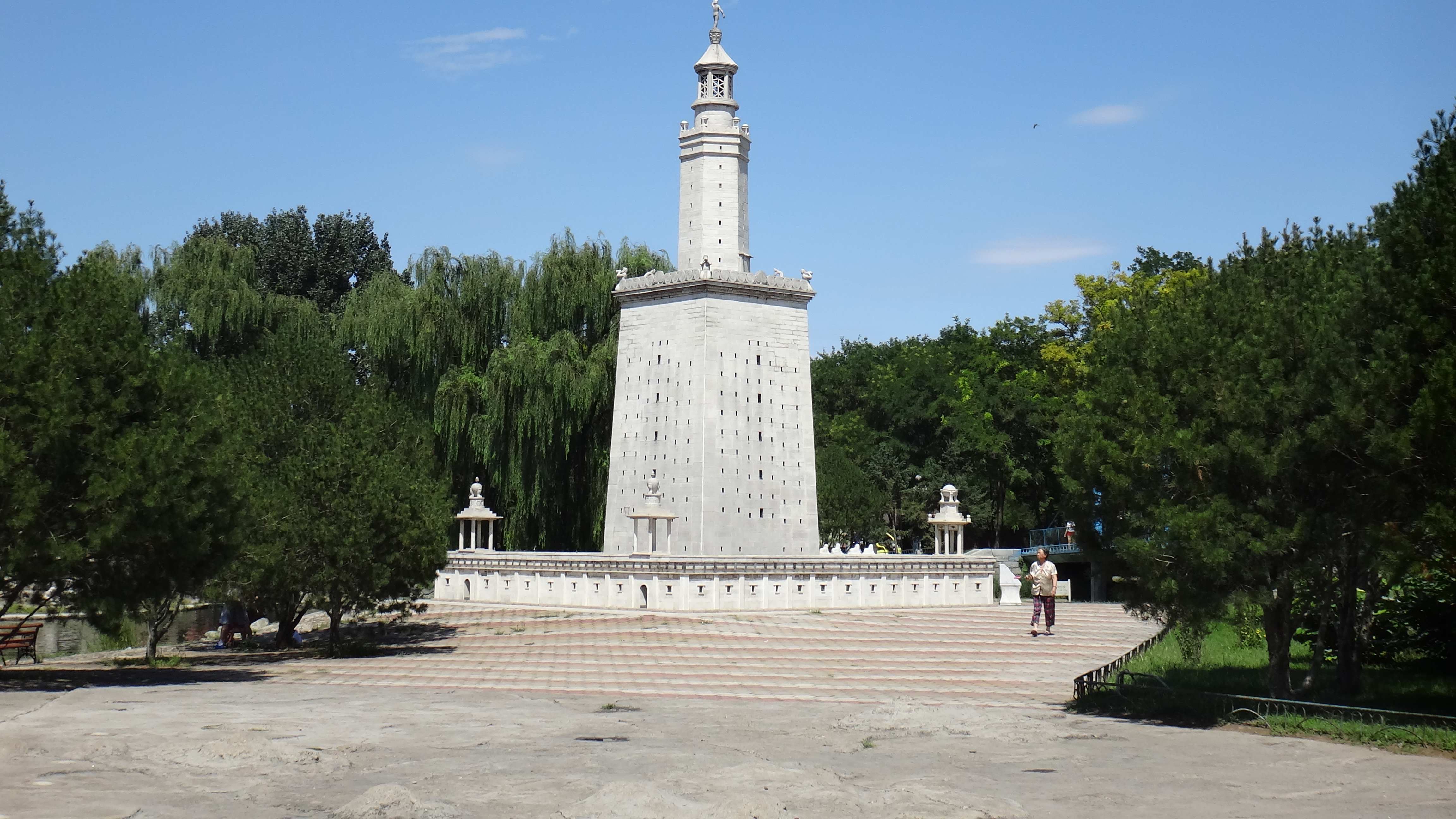
亚历山大灯塔
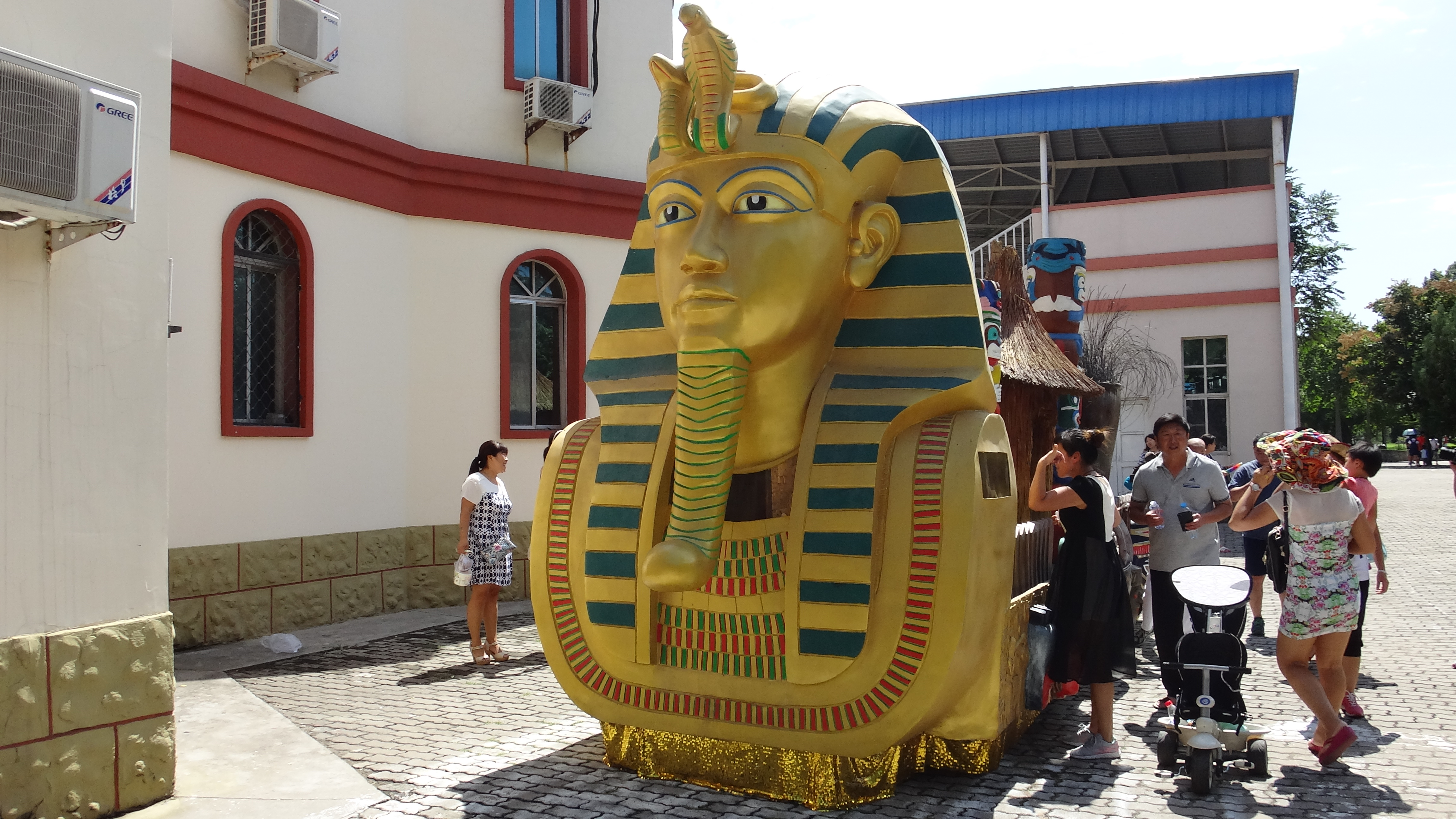
狮身人面像

### 北美洲
- 美国：白宫，自由女神像，国会大厦，华盛顿纪念碑，林肯纪念堂，金门大桥，大峡谷，曼哈顿，美国宇航中心
- 墨西哥：壁龛金字塔，玛雅图腾柱

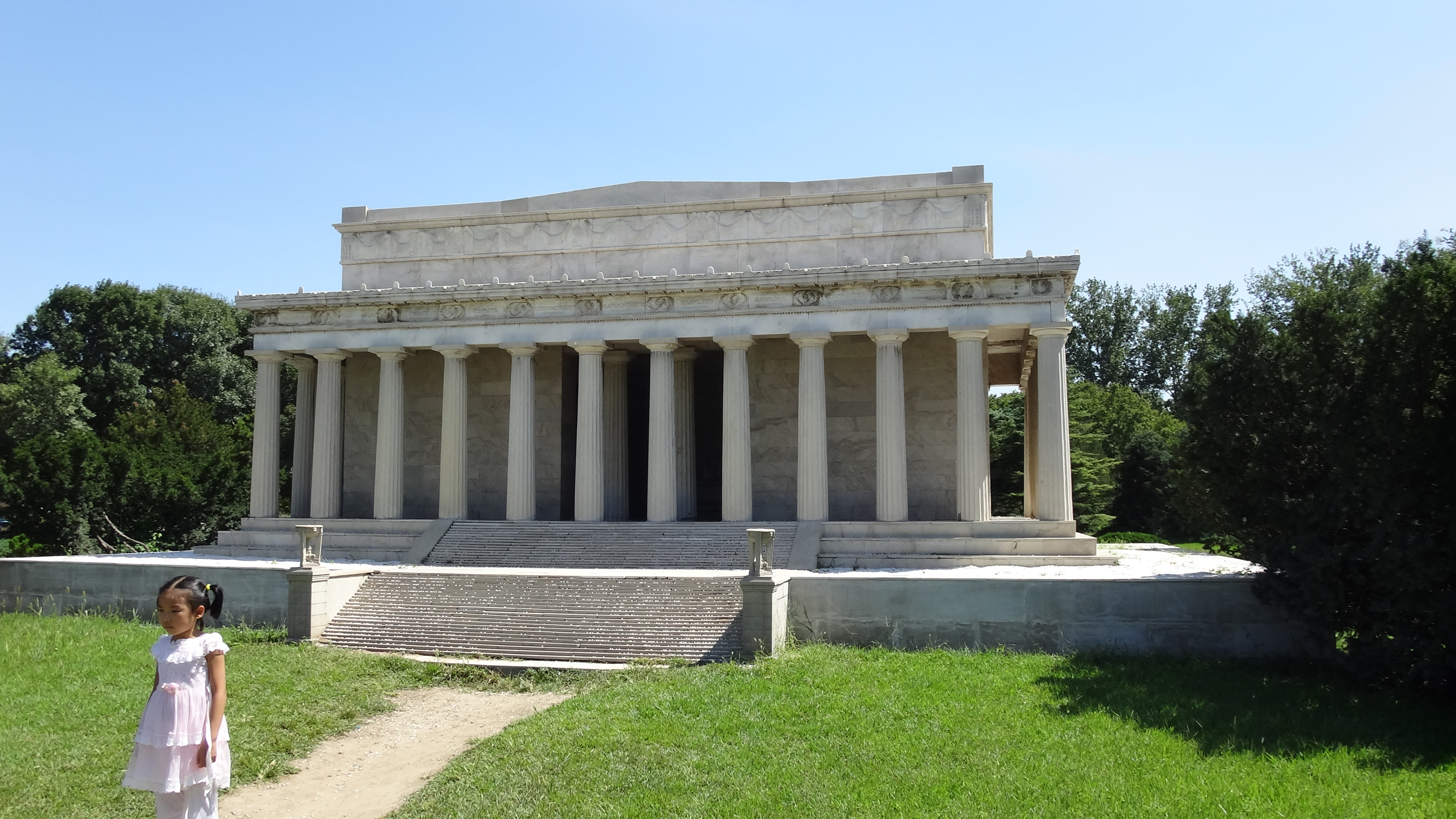
林肯纪念堂
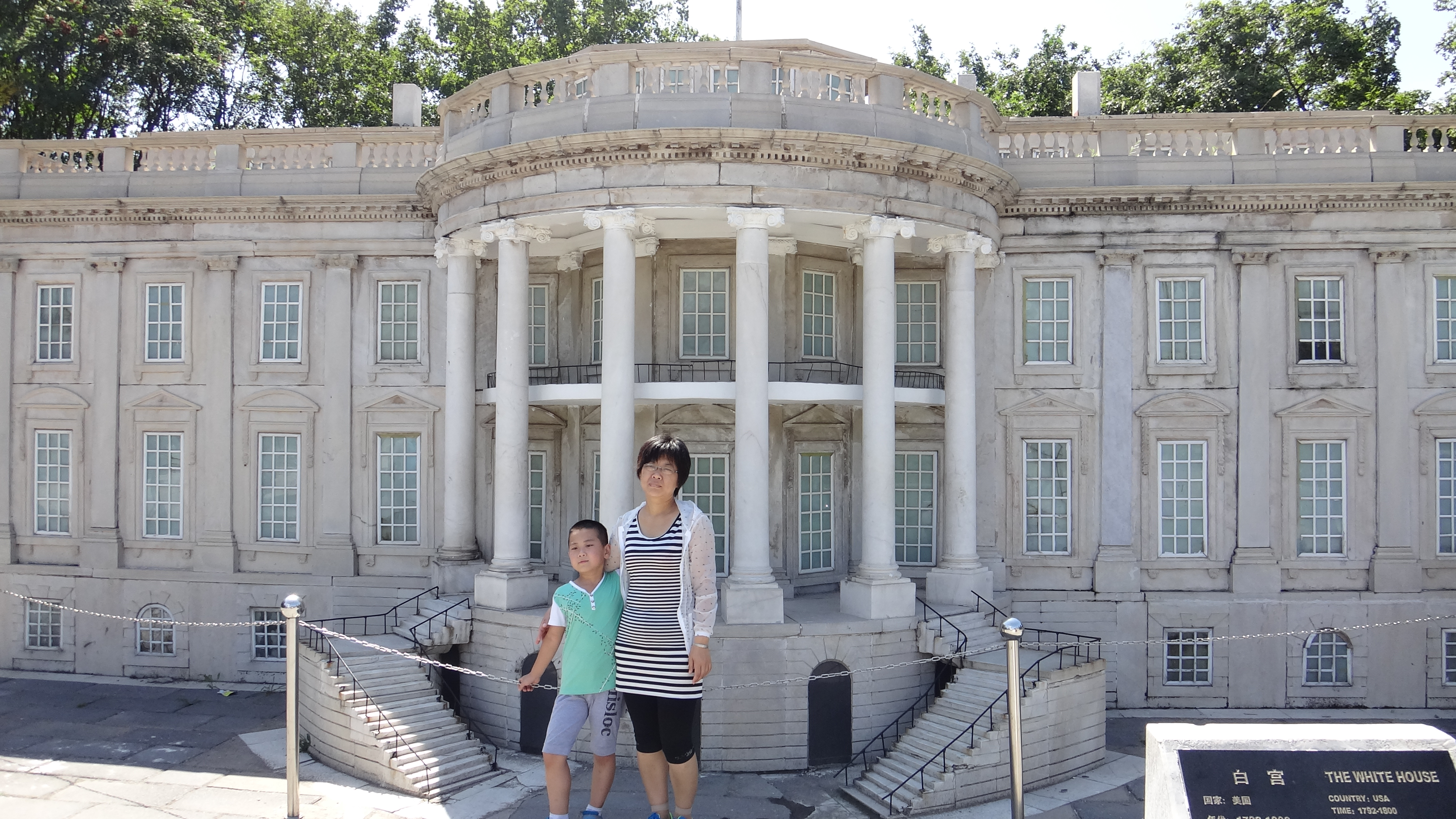
白宫
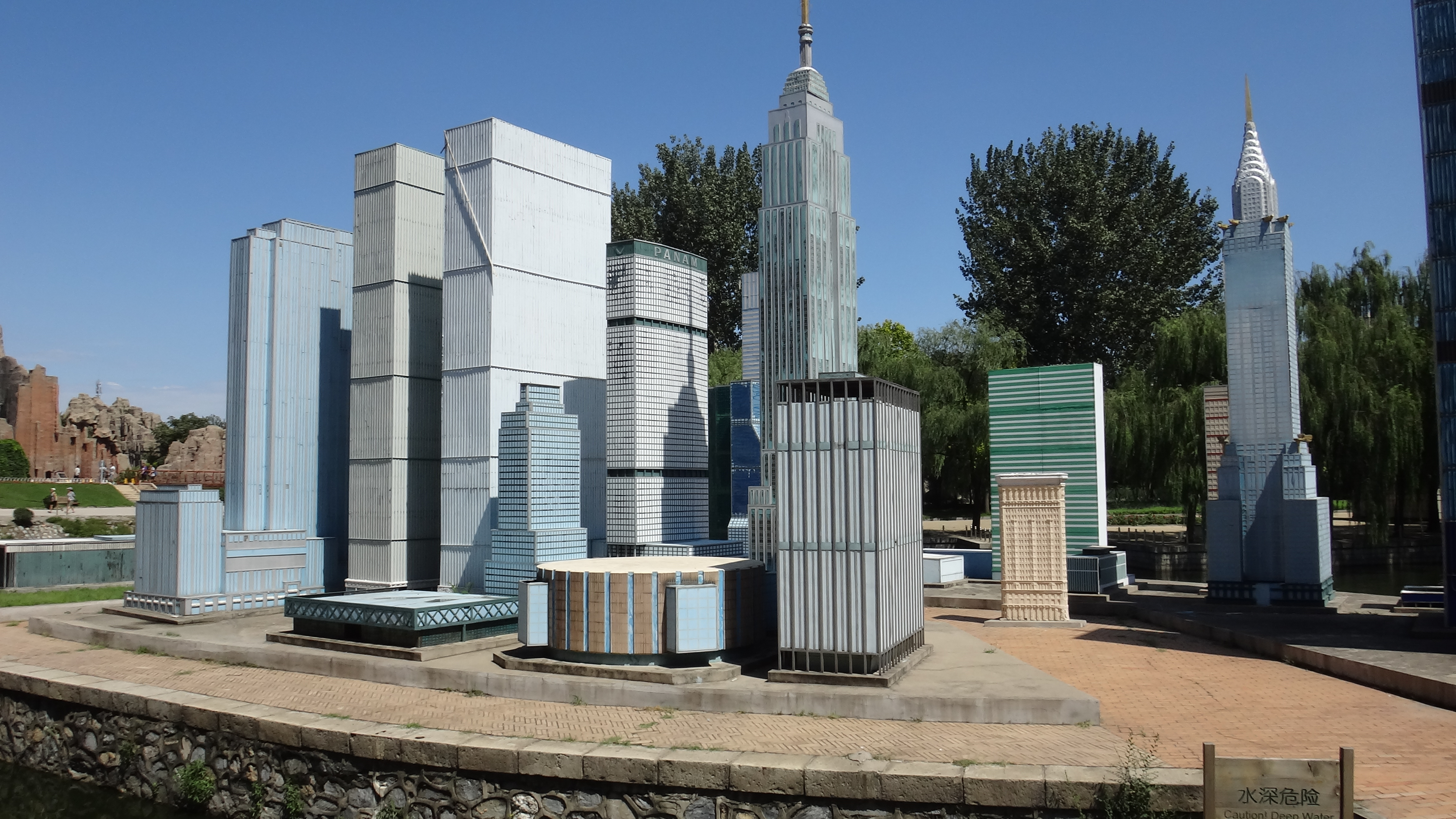
曼哈顿
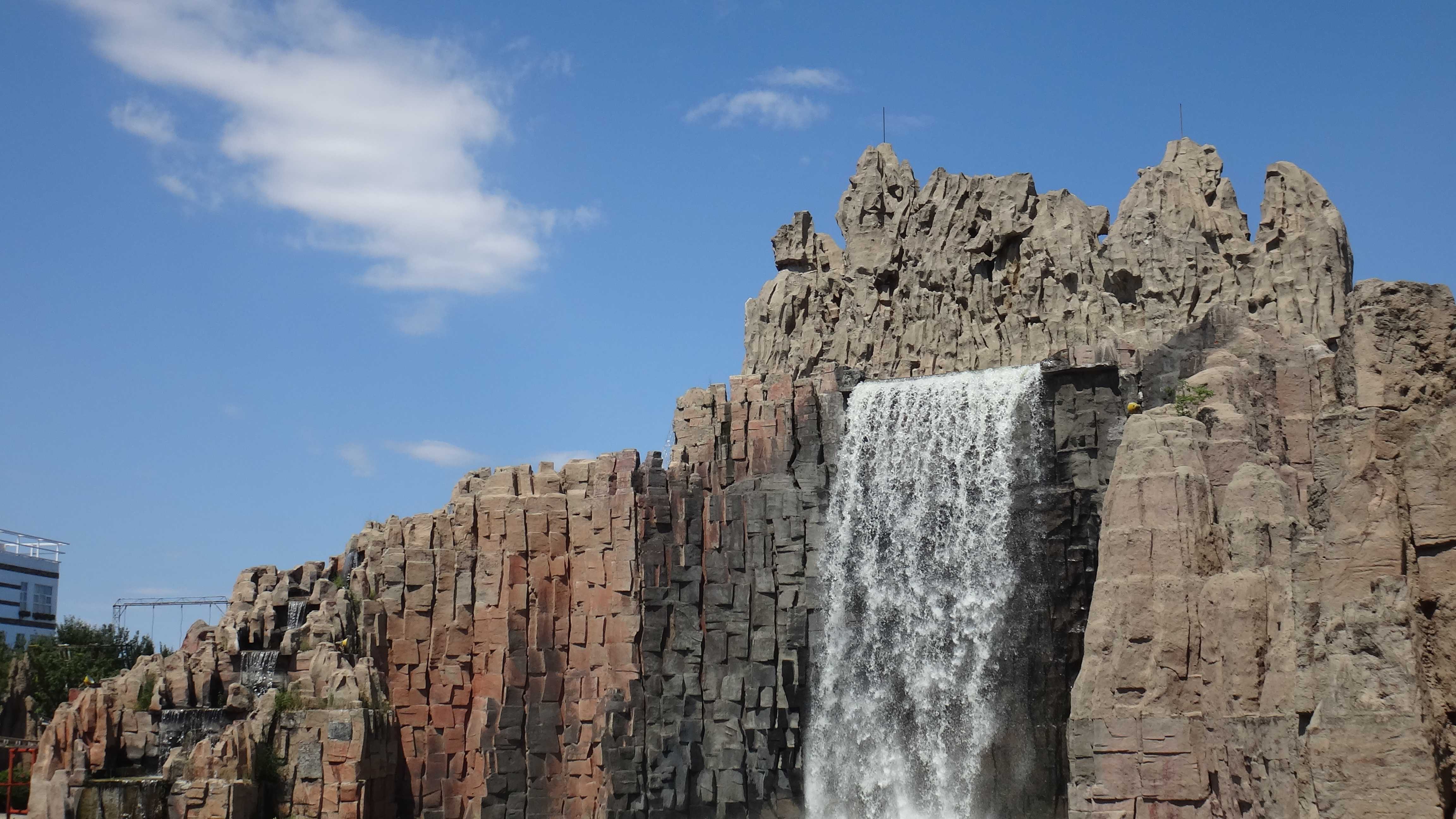
大峡谷
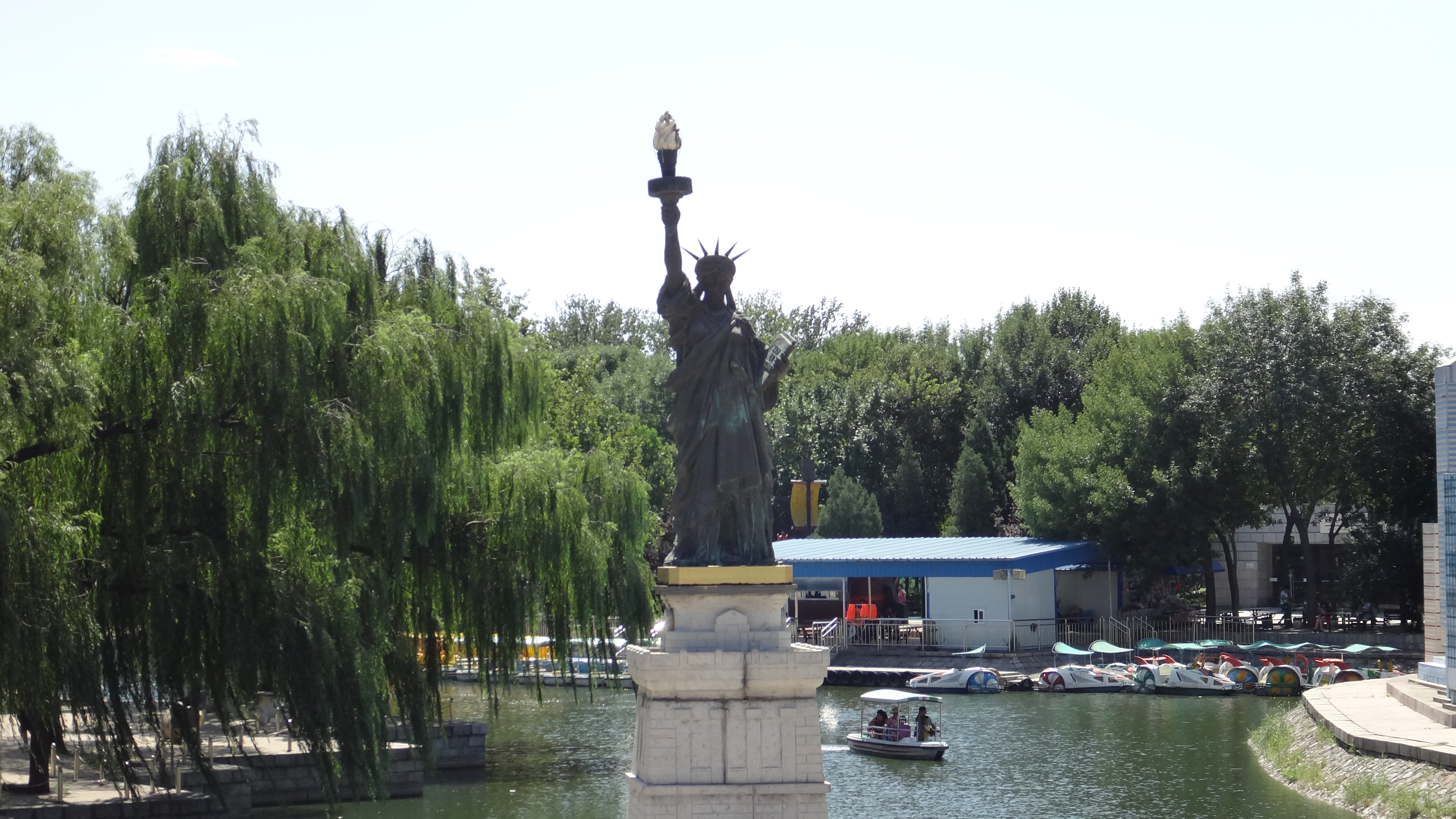
自由女神像

### 大洋洲
- 澳大利亚：悉尼歌剧院，悉尼铁桥
- 新西兰：毛利草屋
- 智利：复活节岛

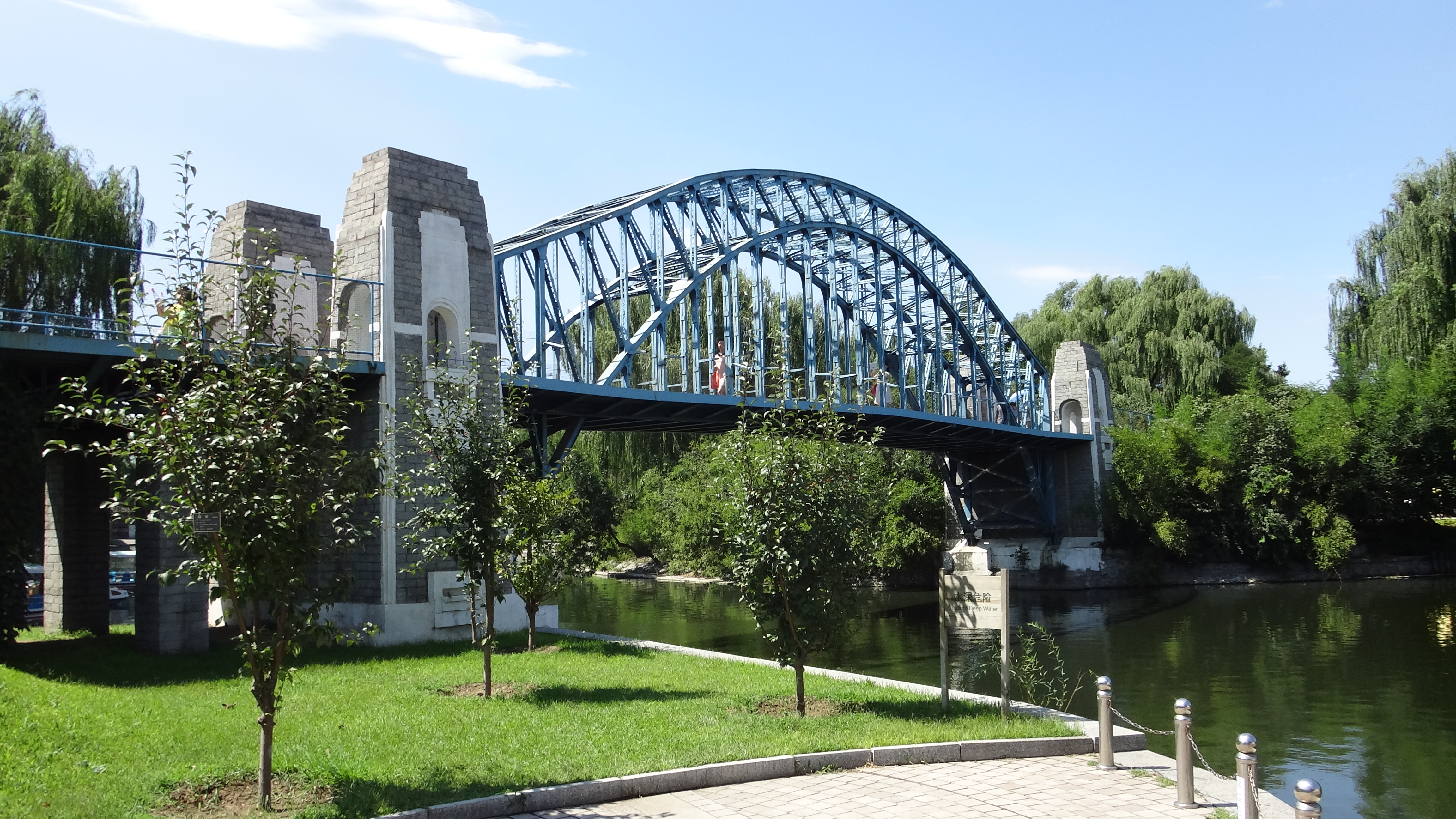
悉尼铁桥
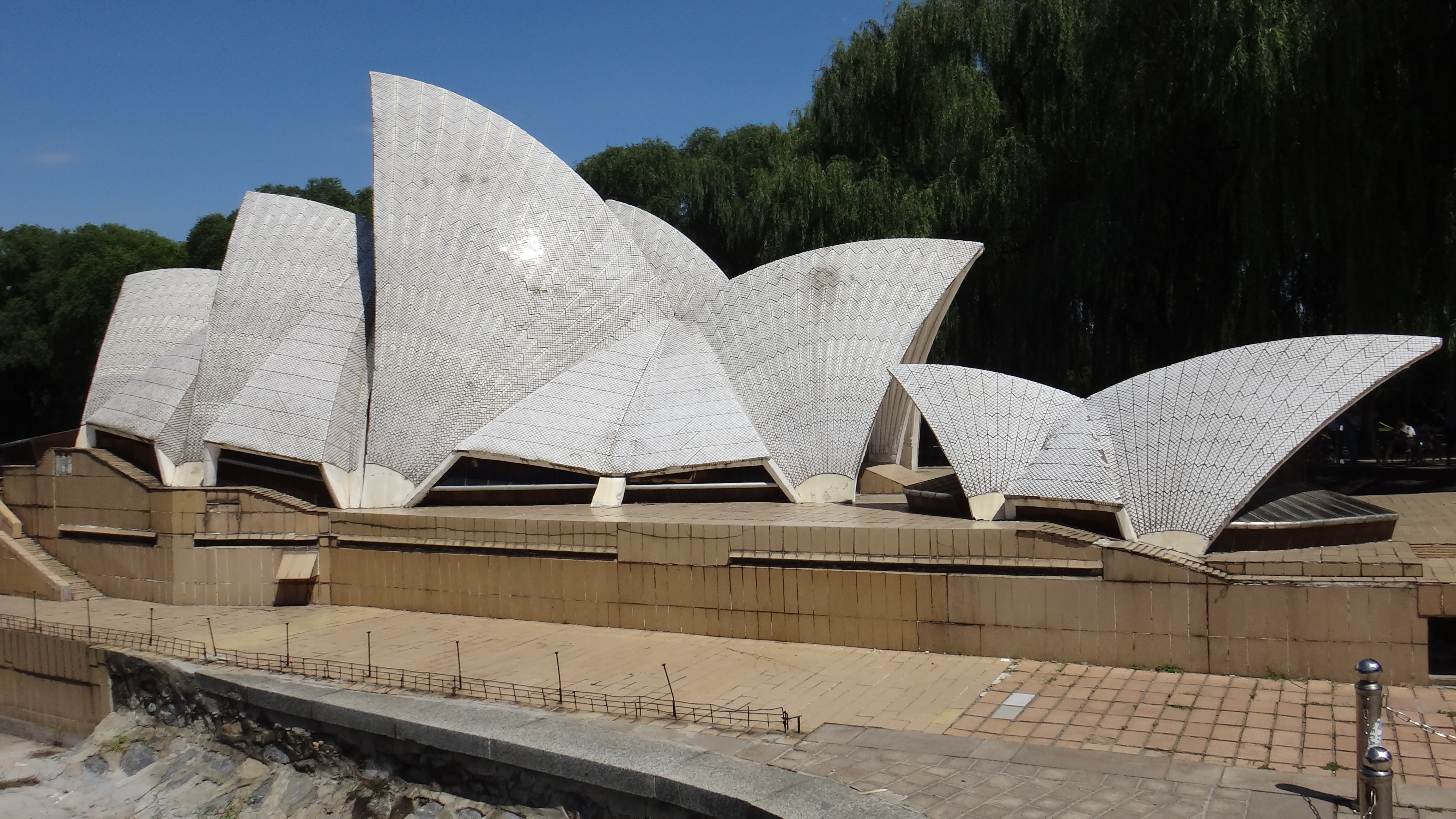
悉尼歌剧院
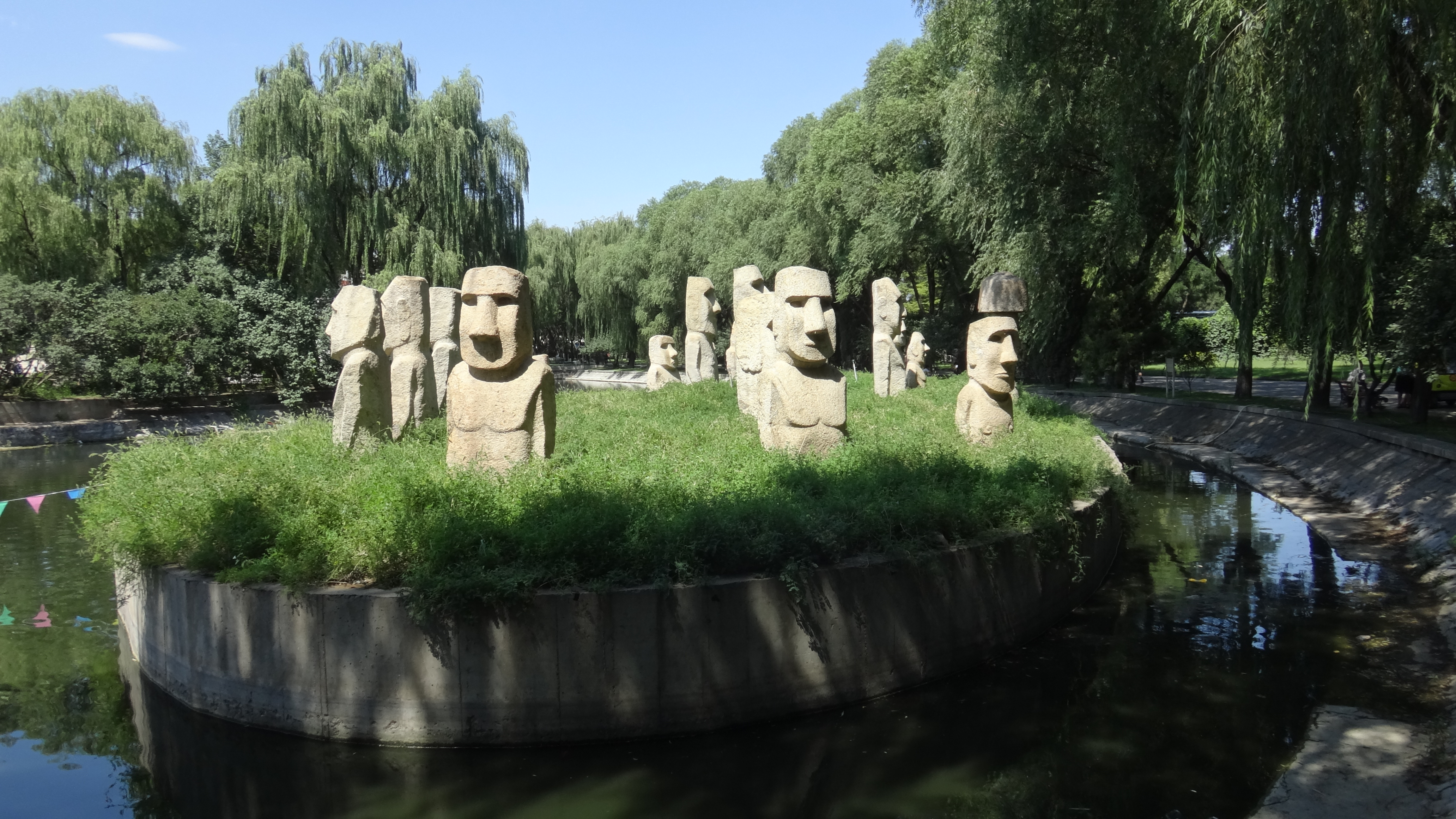
复活节岛
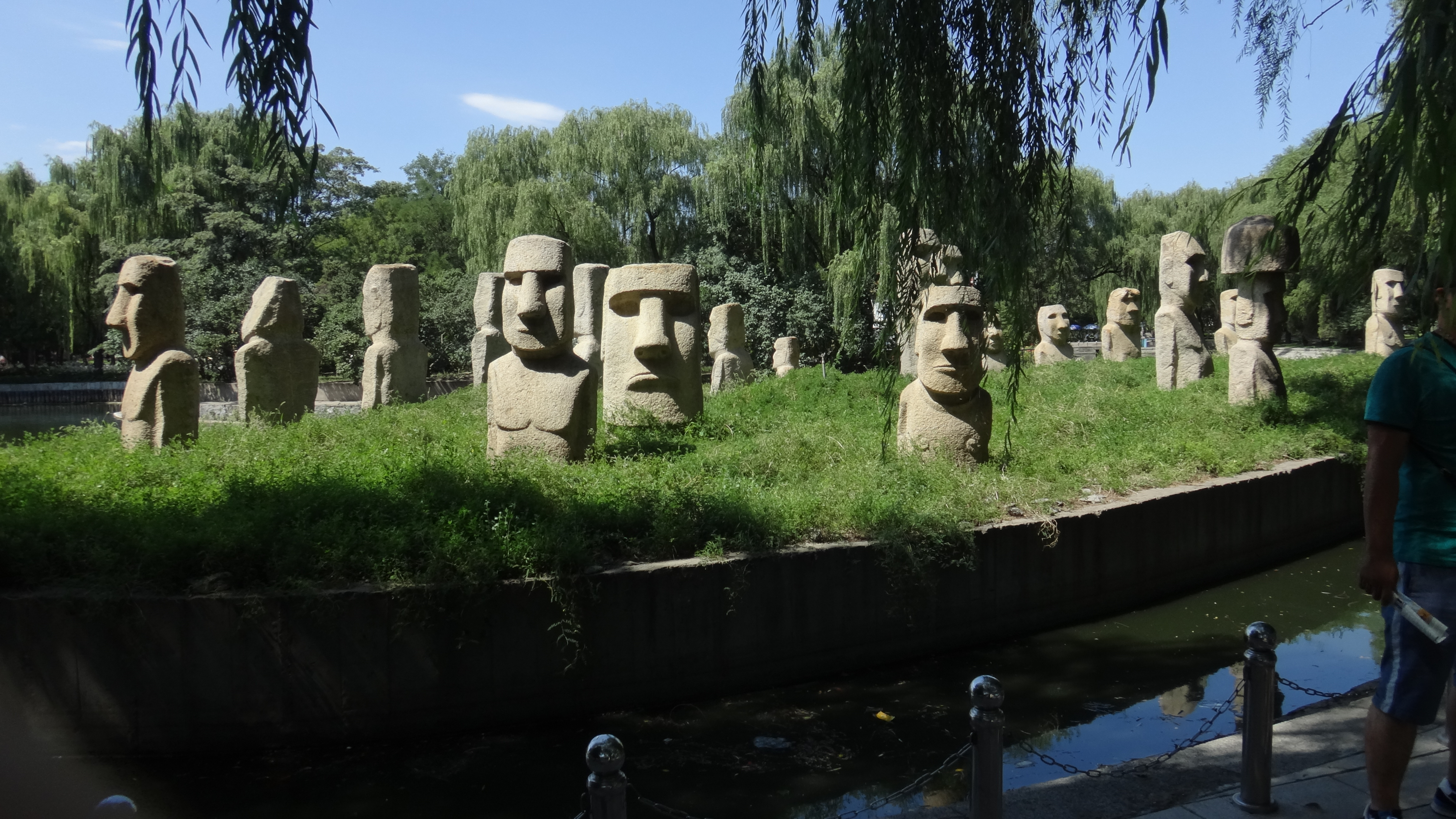
复活节岛

## 周边景点
- 大葆台西汉墓博物馆

## 附注
1. ^  - 土耳其横跨欧亚大陆，按其在公园内所属景区划为亚洲。
2. ^  - 复活节岛距智利本土几千公里外，按其在公园内所属景区划为大洋洲。

## 参看
- 世界之窗 (深圳)
- 台灣小人國主題樂園